# Adolf Kaufmann

Adolf Kaufmann (1848–1916)

Adolf Kaufmann (* 15. Mai 1848 in Neplachovice, Österreichisch-Schlesien; † 25. November 1916 in Wien) war ein österreichischer Landschafts- und Marinemaler.

## Leben

Inserat für Kaufmanns Zeichen- und Malschule (Jacquingasse, 1893)

Inserat für Kaufmanns Zeichen- und Malschule (Weyringerstraße 37, 1894)

Der Landschafts- und Marinemaler war zunächst Autodidakt, vollendete seine Studien bei Émile van Marcke in Frankreich und unternahm zahlreiche Studienreisen innerhalb Europas und durch den Orient. Abwechselnd lebte er in Paris, der Stadt die eine besondere Faszination auf ihn ausübte, in Berlin, Düsseldorf und München. Nach Deutschland folgten Reisen nach Russland, Norwegen, Polen und Holland.
1890 ließ er sich endgültig in Wien nieder, wo er 1892 die Malerin Irene Frick geheiratet hat. 1893 gründete er gemeinsam mit dem österreichischen Landschaftsmaler Carl Freiherr von Merode (1853–1909) und Heinrich Lefler im III. Wiener Bezirk, Jacquingasse 3, eine Zeichen- und Malschule, die 1894 in den IV. Wiener Bezirk, Weyringergasse 37, übersiedelt ist und zumindest bis 1900 durch Zeitungsinserate beworben wurde. Er kehrte zeit seines Lebens immer wieder nach Paris zurück und begab sich auf Reisen in die Normandie, die Bretagne und nach Belgien. In Frankreich signierte er mit dem Pseudonym A. Guyot.
Adolf Kaufmann wurde durch die französische paysage intime, die Schule von Barbizon beeinflusst. Künstler, denen er um 1870 begegnete, prägten Adolf Kaufmann nachhaltig in seiner Malweise. Er erwies sich als überaus guter Beobachter der Natur. Er bevorzugte in seinen Motiven meist kontrastreiche, farbintensive, stimmungsvolle Darstellungen von Wäldern, Bäumen, Bächen und kleineren Weihern, in die er oftmals mit Vorliebe, für ihn typisch, Einzelpersonen einfügte.
Auf Grund seines herausragenden Talents genoss Kaufmann in Paris bald großes Ansehen. Er erhielt zahlreiche Medaillen als Auszeichnungen und Ehrungen, insbesondere anlässlich der Pariser Weltausstellung. Zahlreiche Kunstliebhaber kauften seine Gemälde. Als Mitglied der Wiener Akademie der bildenden Künste war er von 1890 bis 1913 häufig auf den großen Ausstellungen im Wiener Künstlerhaus, im Münchner Glaspalast und in der Großen Berliner Kunstausstellung vertreten. Auch die Wiener Gesellschaft nahm seine Werke begeistert auf. 1909 wurde er ordentliches Mitglied des Wiener Künstlerhauses. 1910 führte ihn eine Reise nach Holland, 1912 nach Amsterdam und Südtirol. 1913 reiste er erneut nach Holland und daran anschließend nach Norwegen, wo seine Fjordbilder entstanden. 1914 unternahm er seine letzte Reise nach Oberitalien.
Adolf Kaufmanns Werke wurden oftmals von Vertretern der Hocharistokratie erworben. So besitzen bzw. besaßen Gemälde des Künstlers das Österreichische Kaiserhaus, Napoleon III., Kronprinzessin Stephanie, Erzherzog Friedrich, Zar Nikolaus II. von Russland, Königin Isabella II. von Spanien sowie die Großherzogliche Gemäldesammlung Baden-Baden. Diese Werke sind heute in zahlreichen Sammlungen und Museen vertreten, unter anderen im Museum Troppau, dem Kunstmuseum von Istanbul und im Leopold Museum in Wien.
Zahlreiche, dem Künstler eindeutig zugeschriebene Bilder sind von diesem unter Verwendung eines Pseudonyms signiert. (A. Kaufmann verwendete neben A. Guyot weitere Namen, wie: A. Papouschek; Widmar; G. Salvi; A. Jarptmann; R. Neiber; Tietz; J. Rollin; M. Bandouch; L. Bayer oder L. Bauer.)
Adolf Kaufmann war der jüngere Bruder des Malers Karl Kaufmann (1843–1905) und seit 1892 in zweiter Ehe mit der Malerin Irene Frick verheiratet.

## Werke (Galerie)

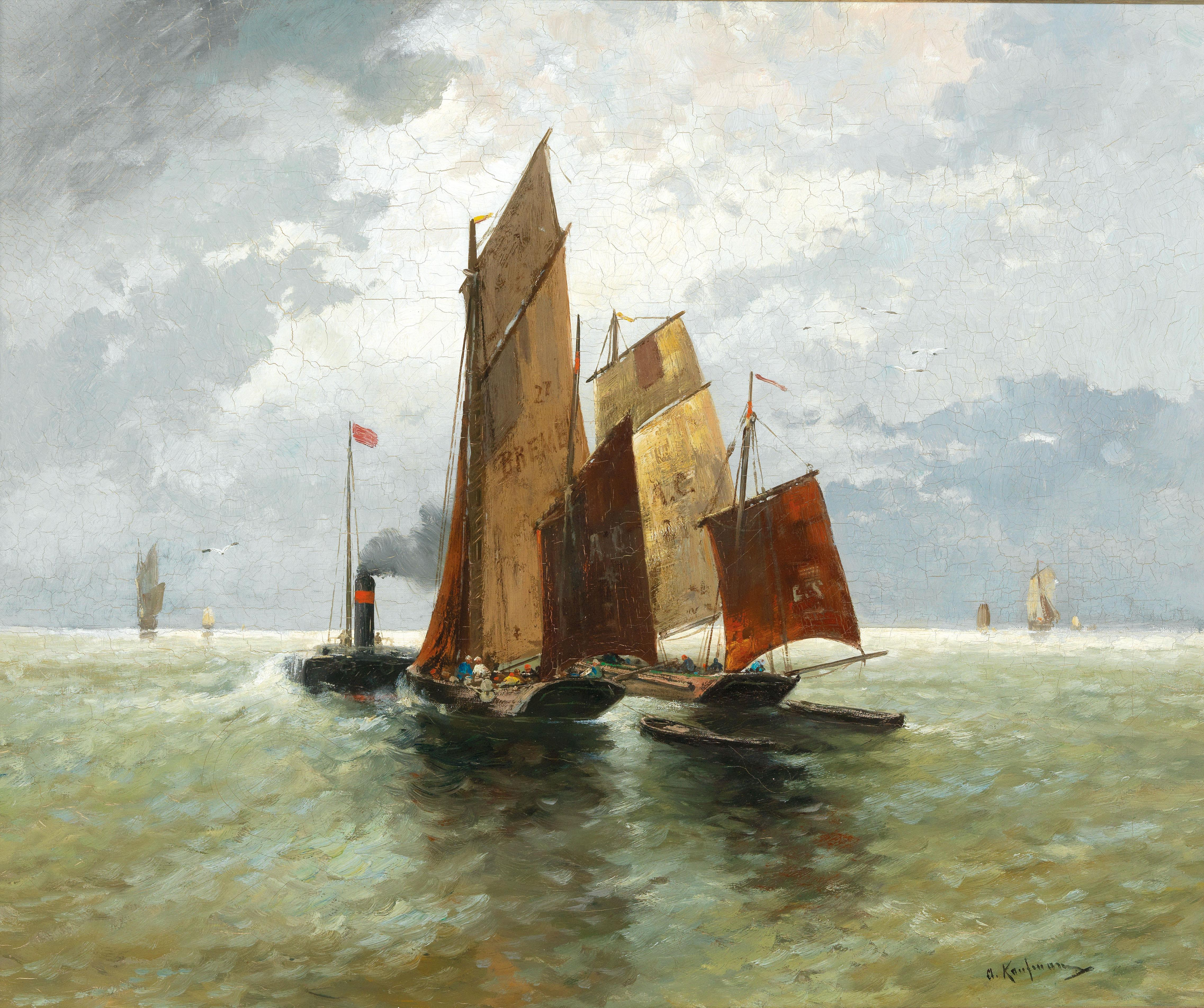
Dampfschiff und Fischer auf hoher See
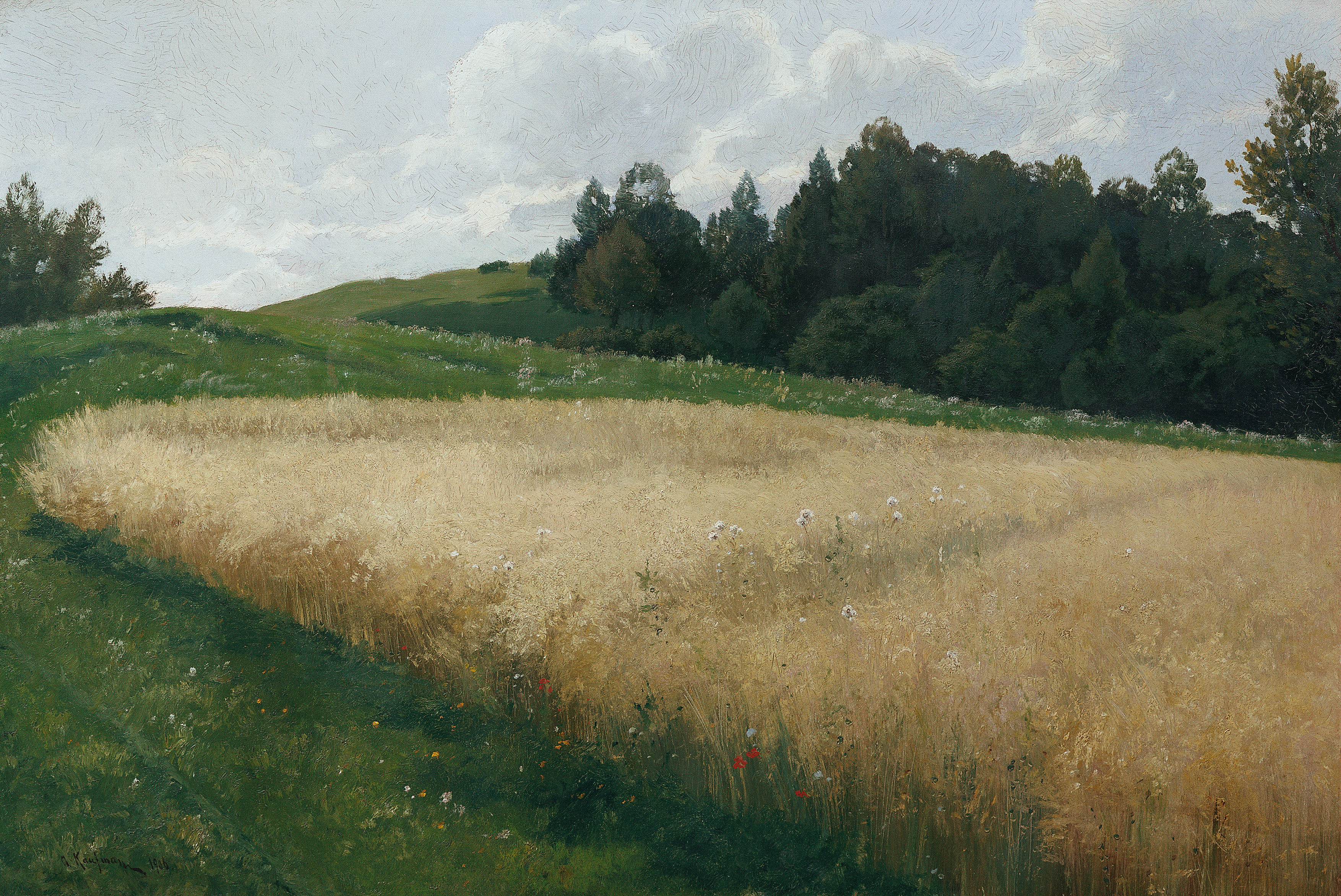
Das Haferfeld
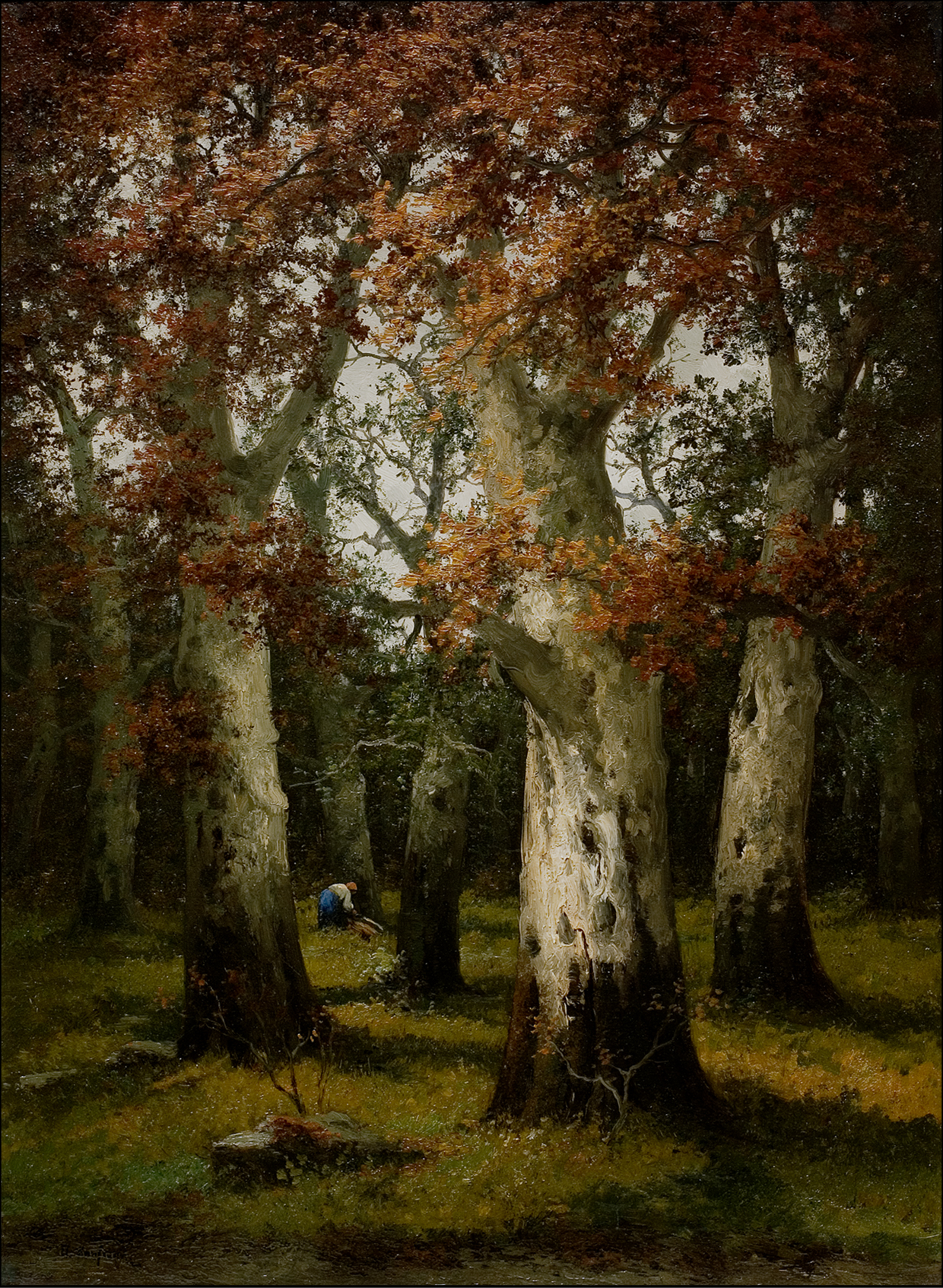
Die Reisigsammlerin
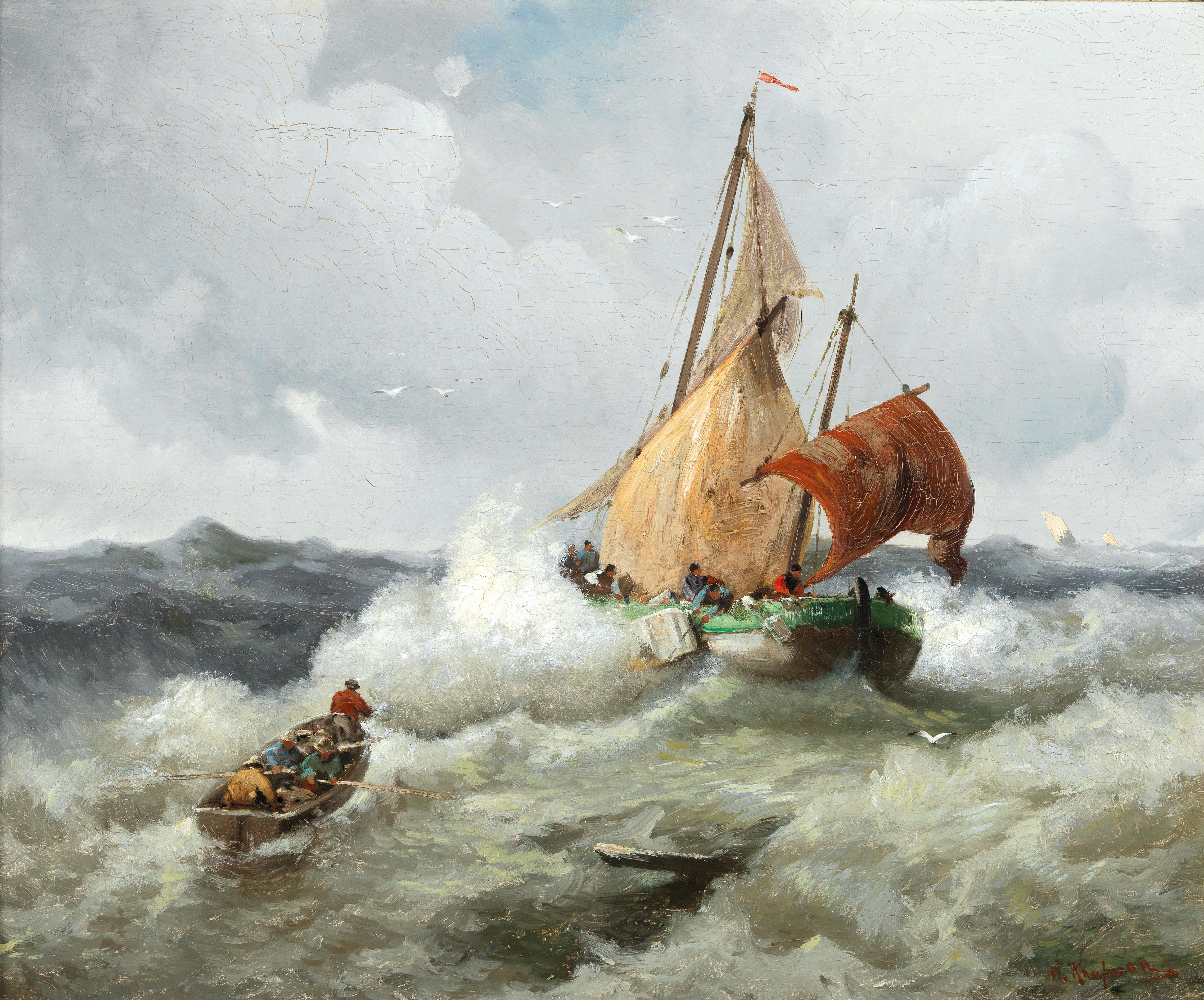
Fischer in stürmischer See
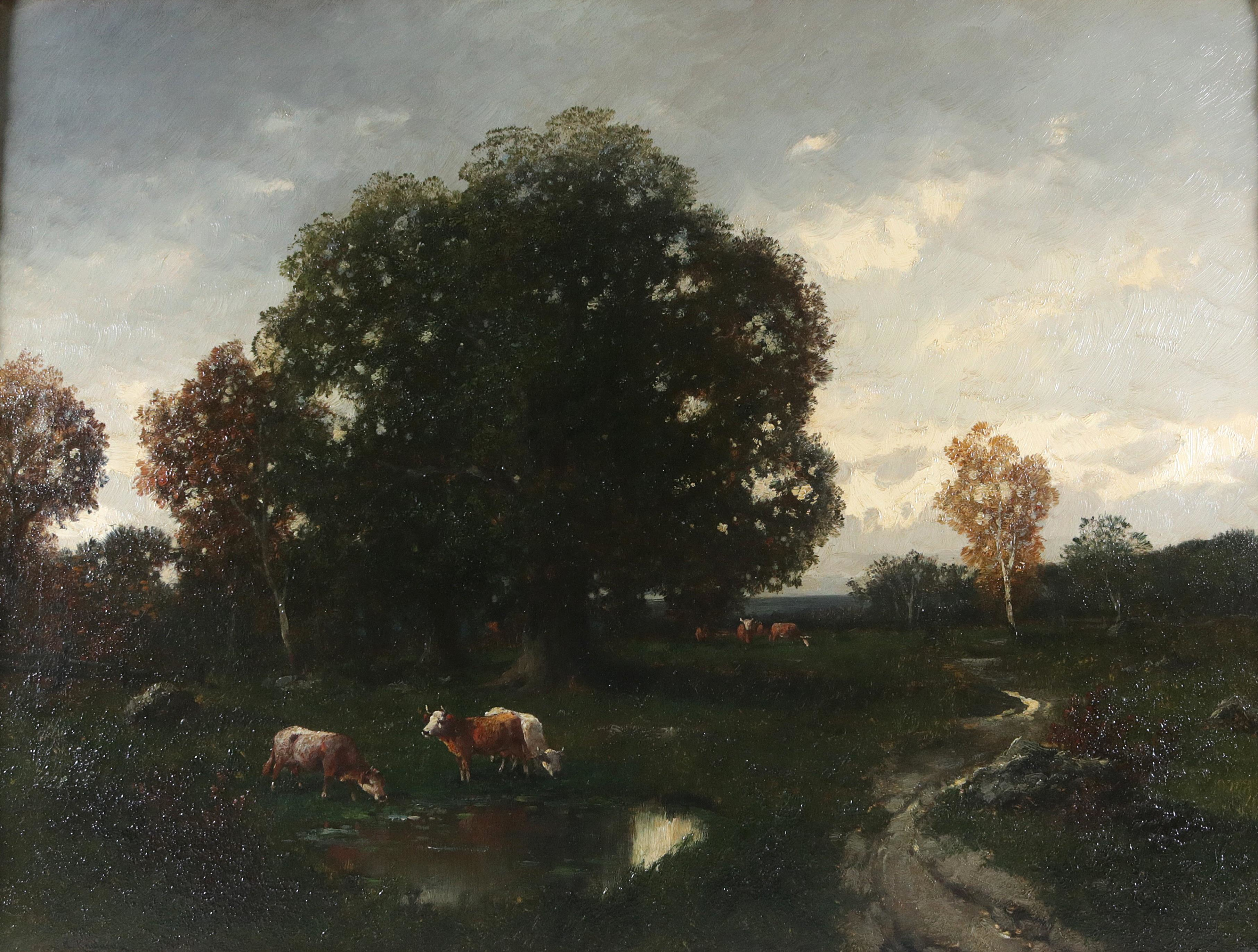
Kühe auf der Weide
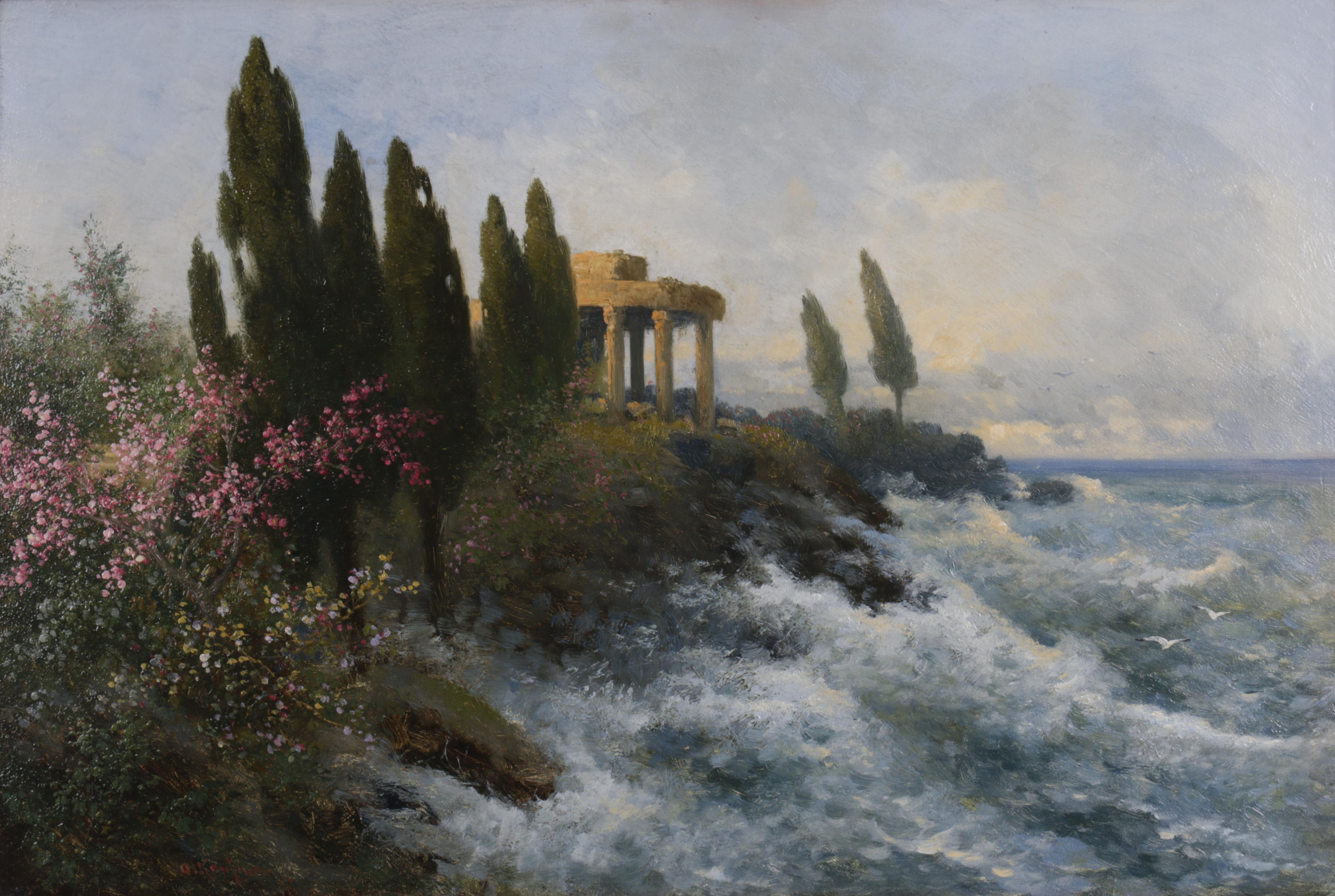
Mediterrane Landschaft mit antikem Tempel
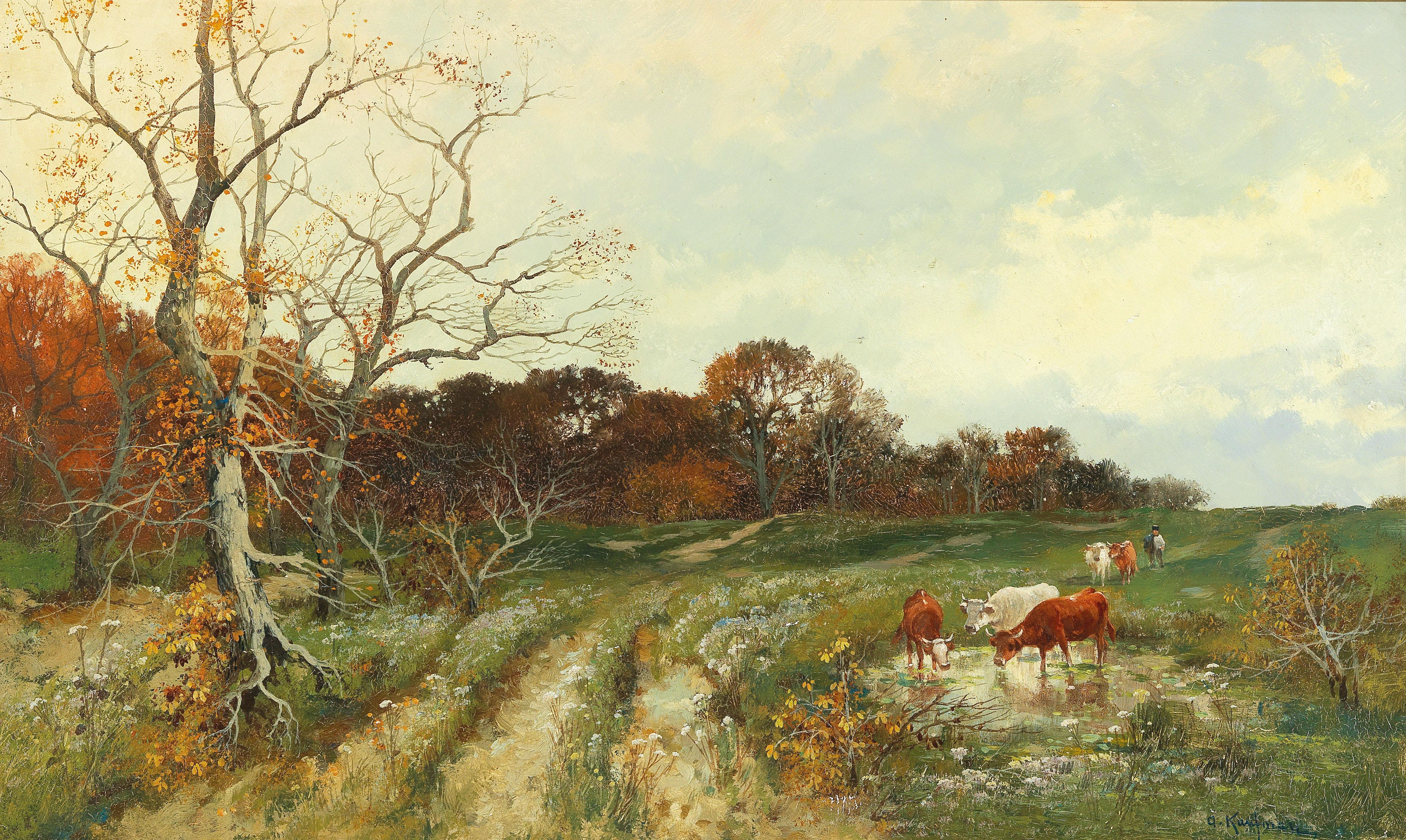
Sommerlandschaft mit weidenden Kühen
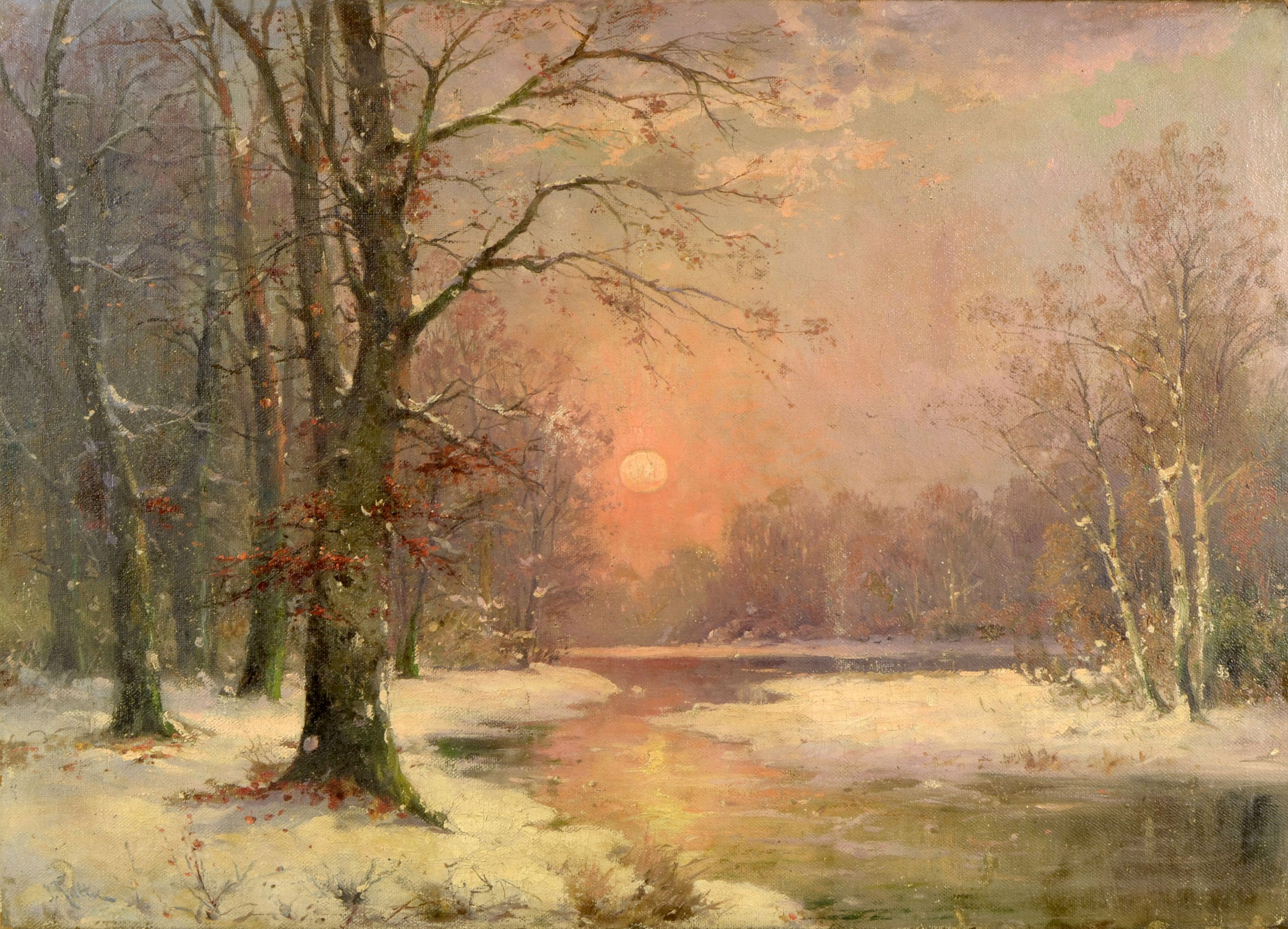
Sonnenuntergang in Winterlandschaft
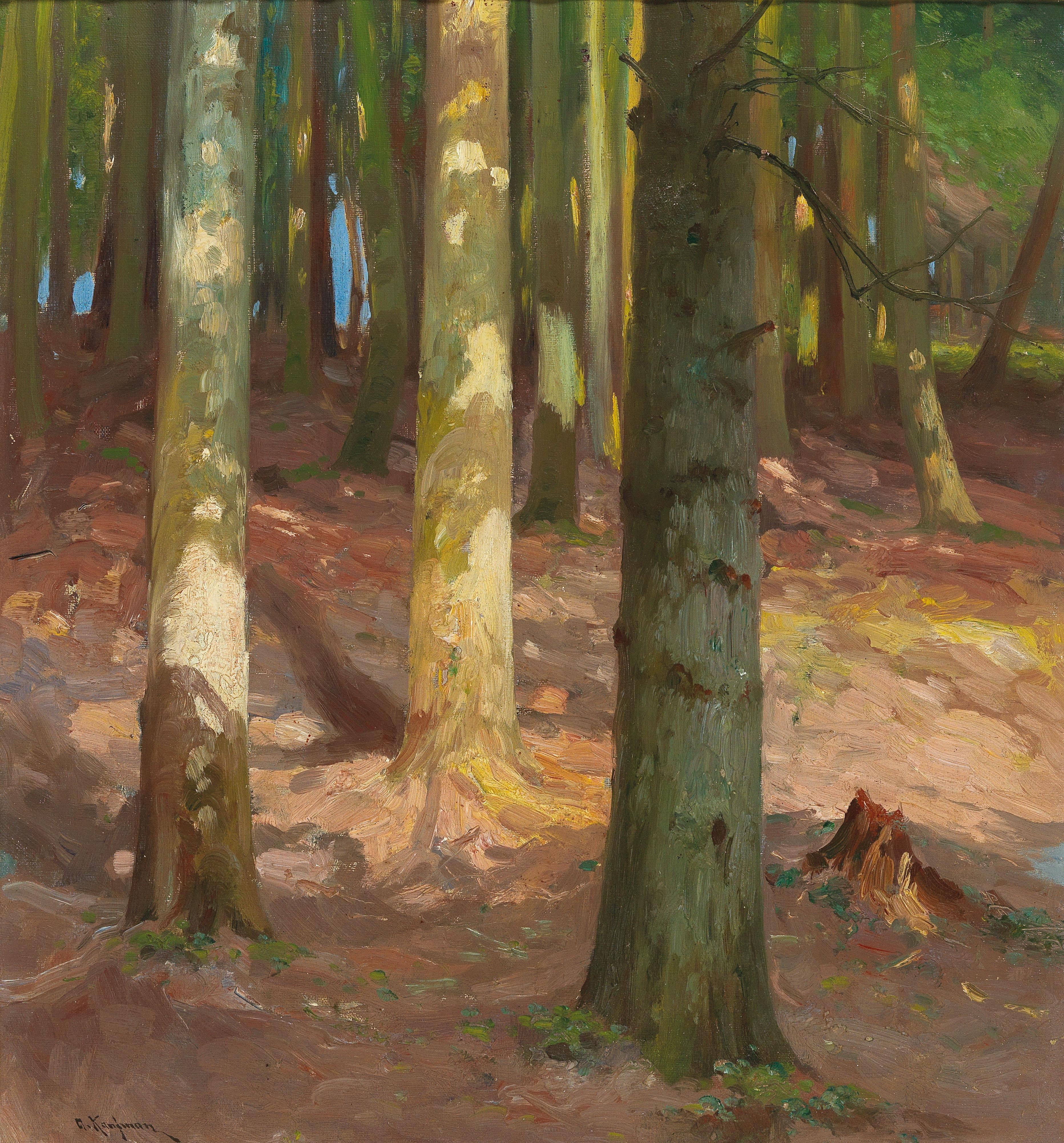
Wald
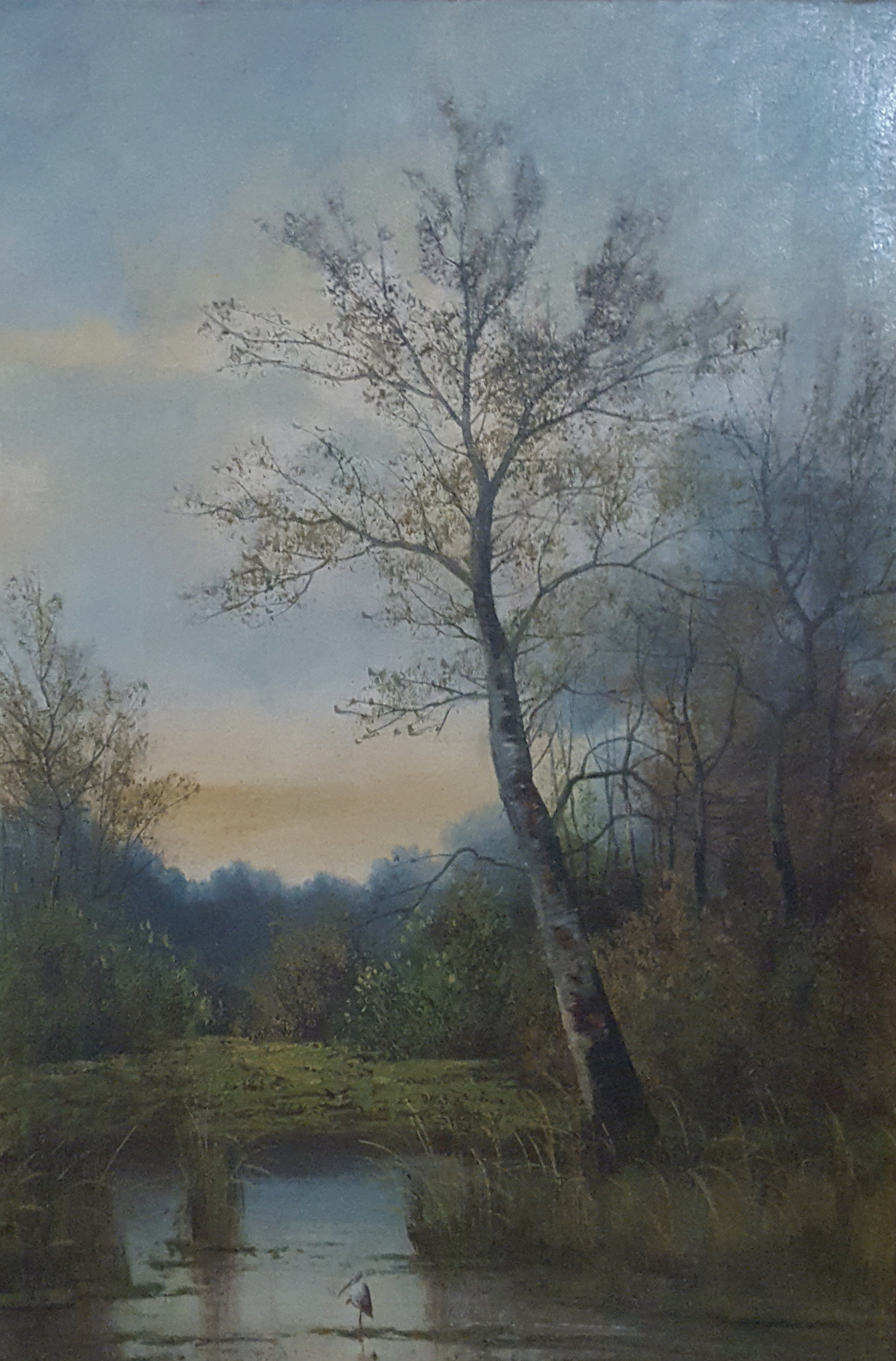
Weiher
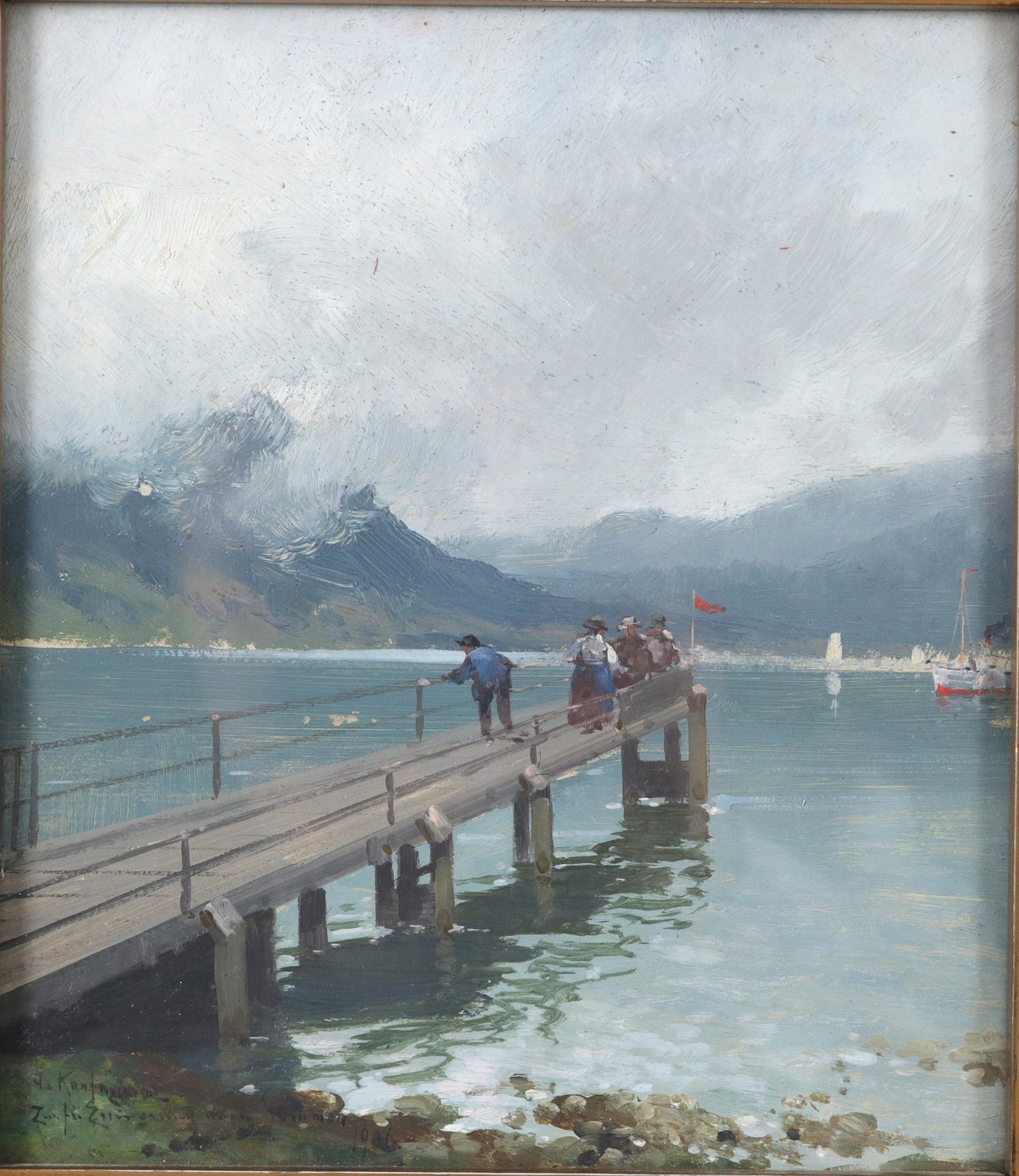
Zur Erinnerung an den Sommer
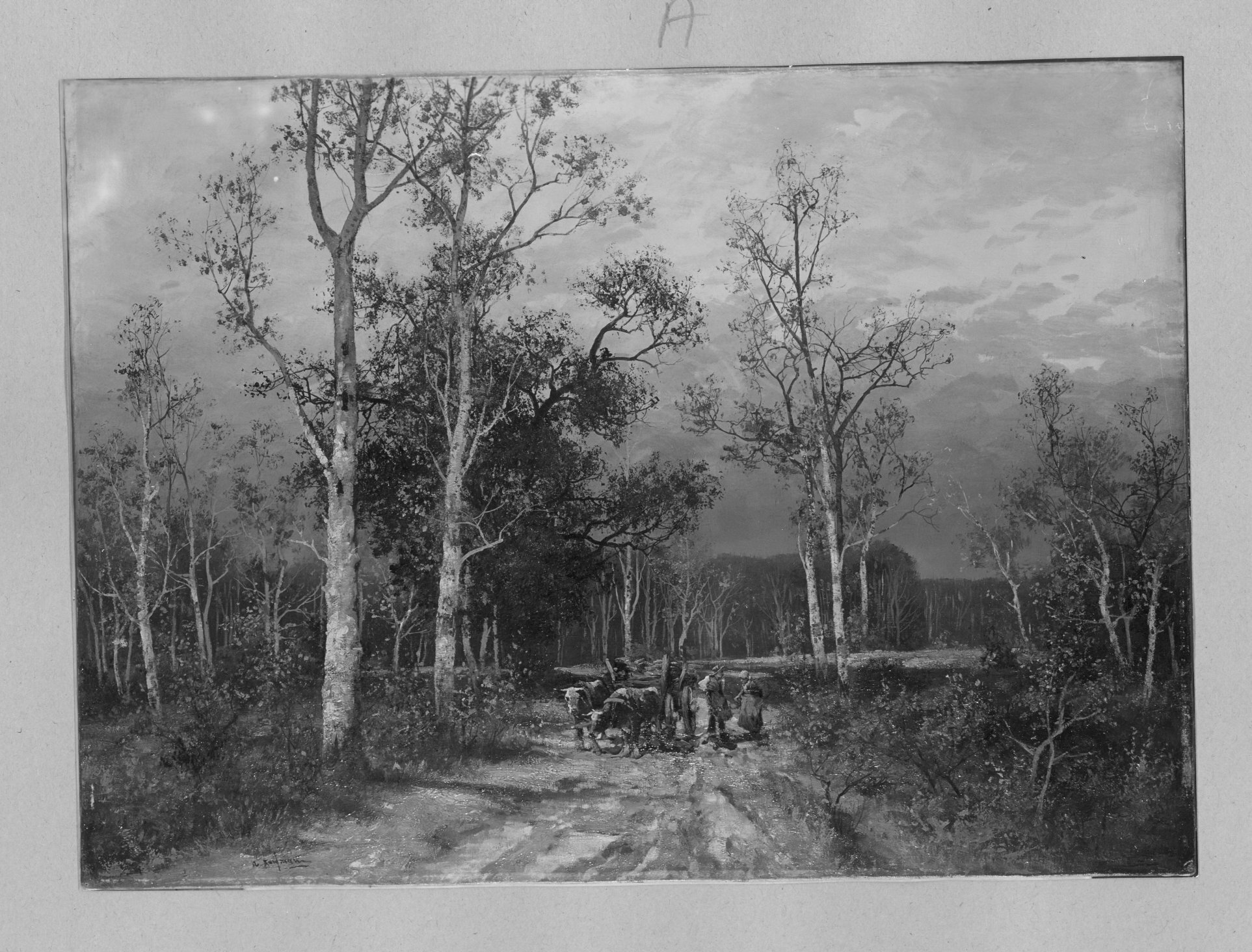
Herbstlicher Wald mit Holzfuhre
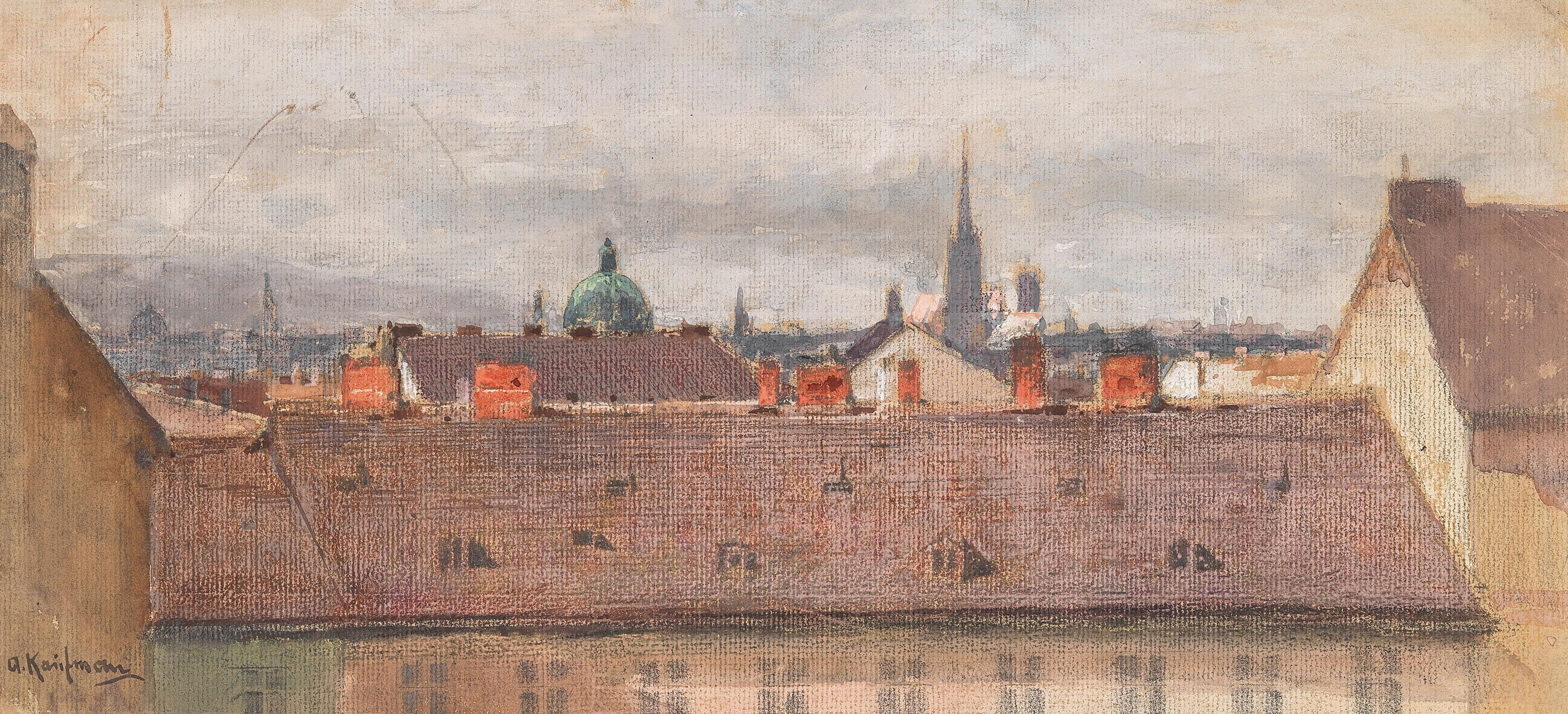
Blick über die Dächer Wiens
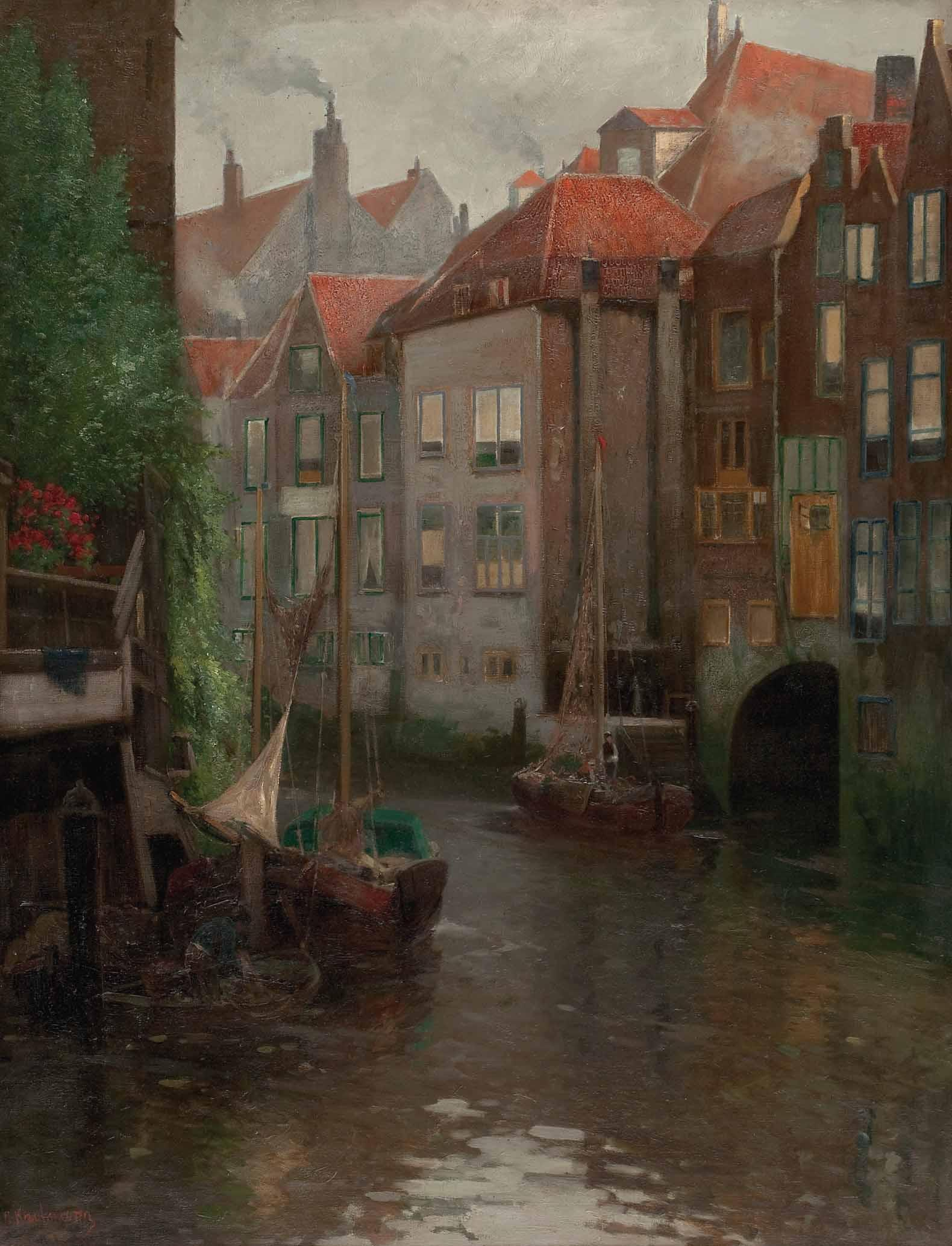
Boote in einer Gracht
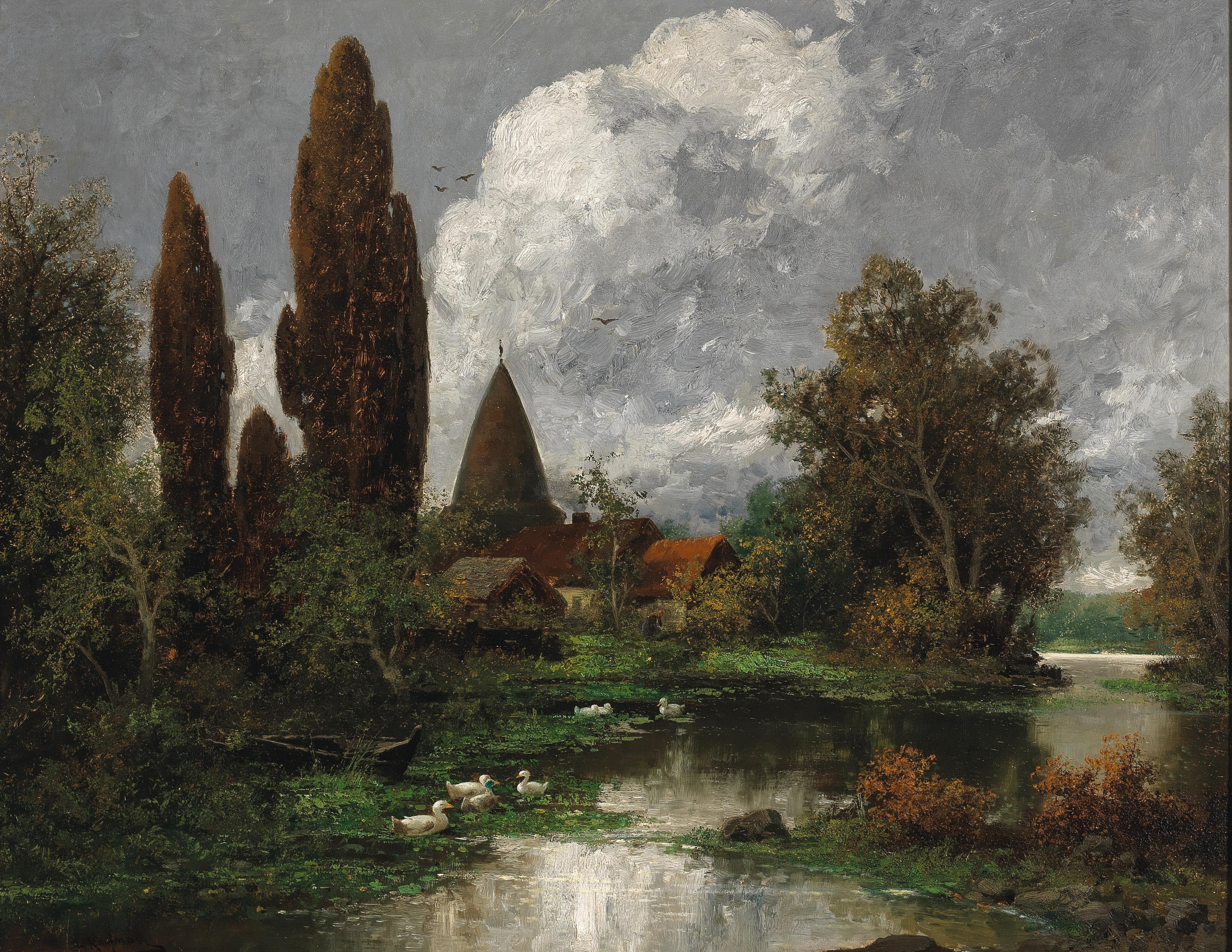
Enten am Dorfteich
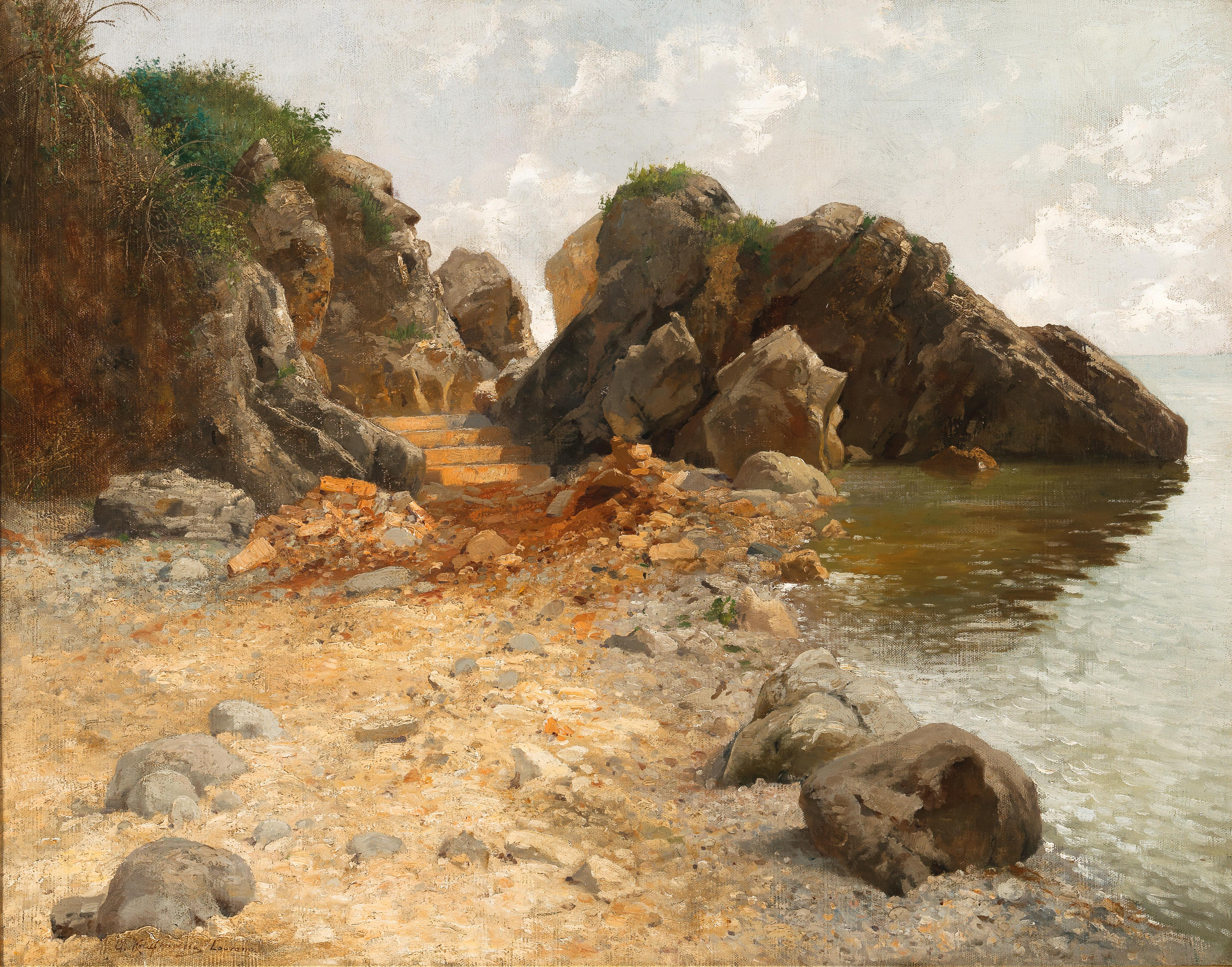
Felsige Küste bei Lovrano
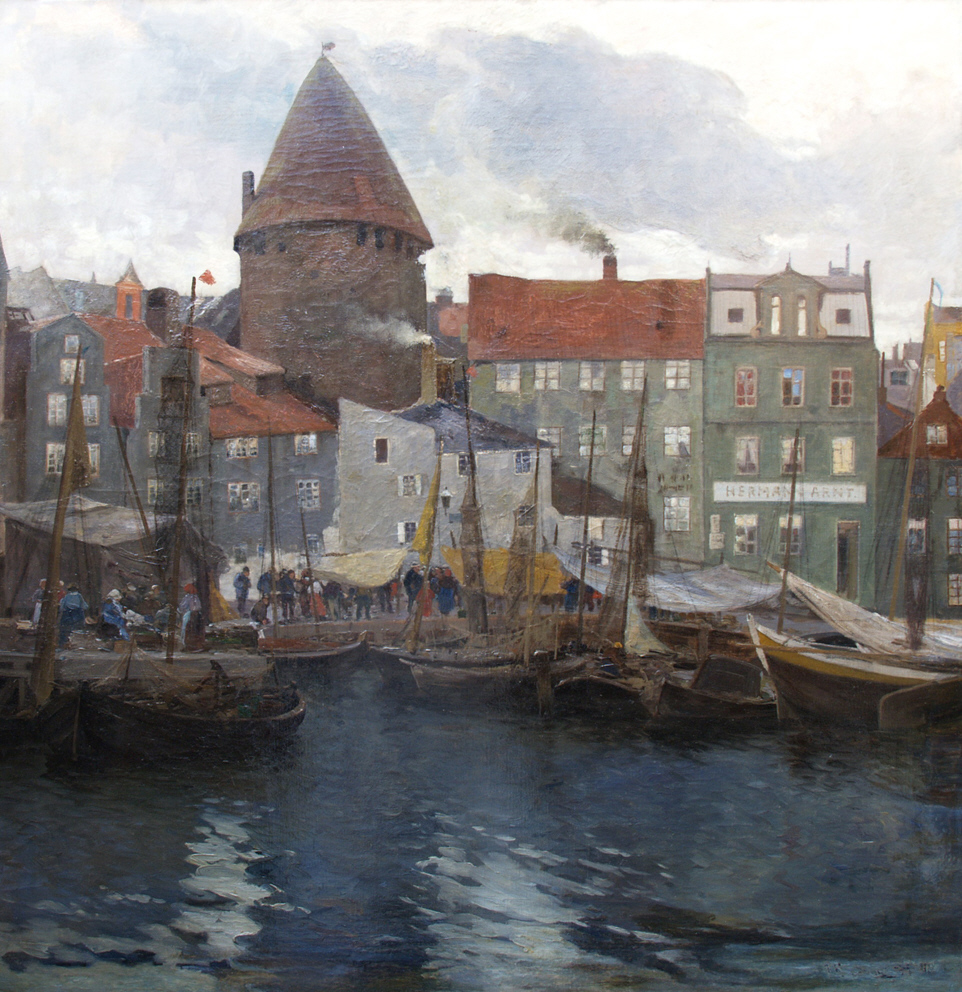
Fischerhafen
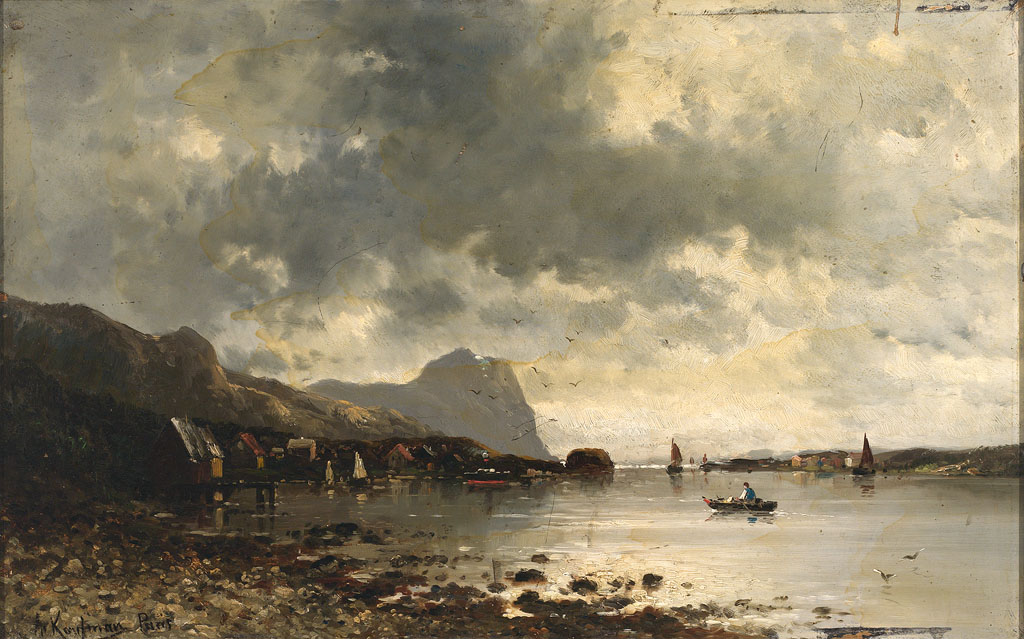
Fjordlandschaft
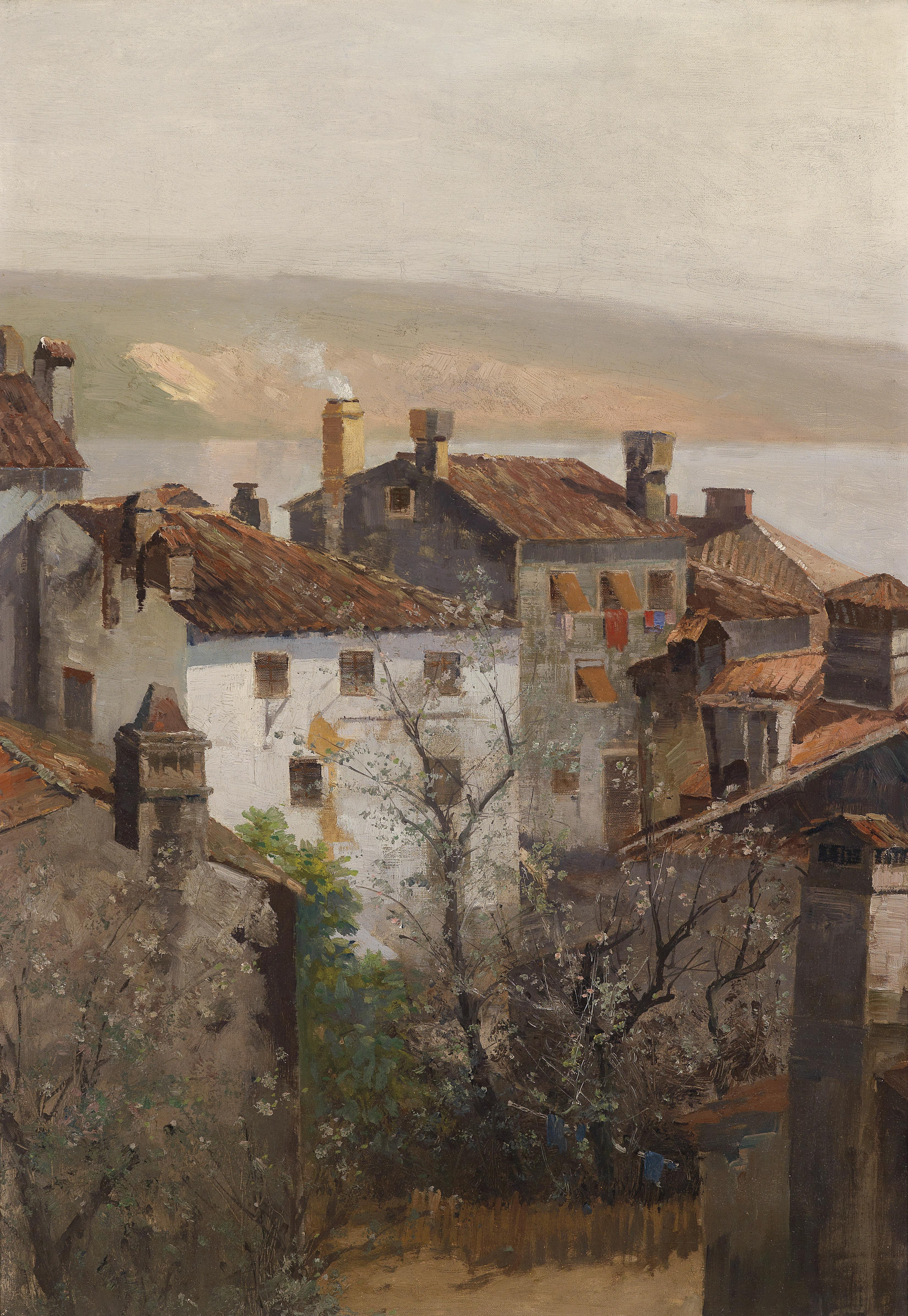
Frühling in Istrien
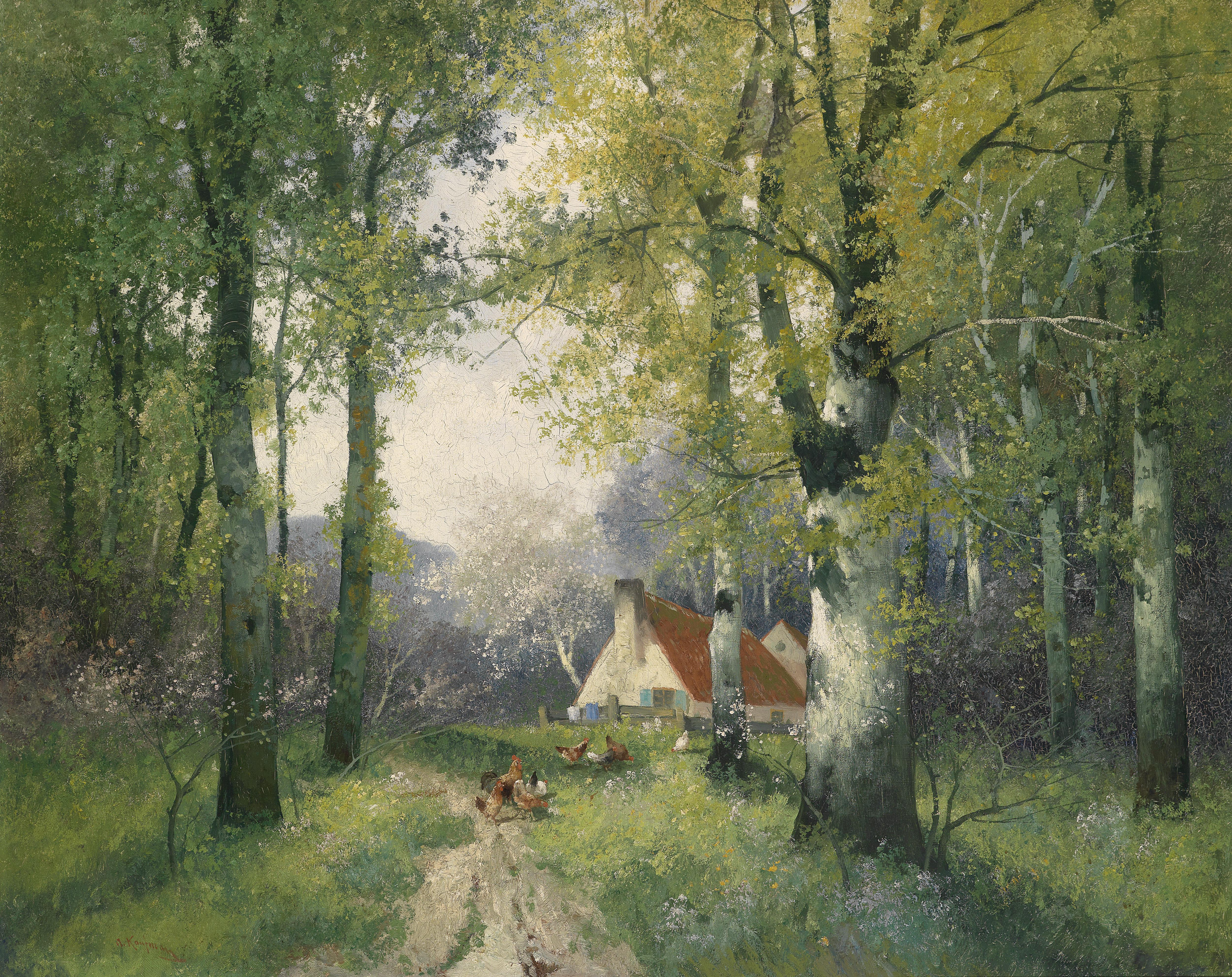
Frühling
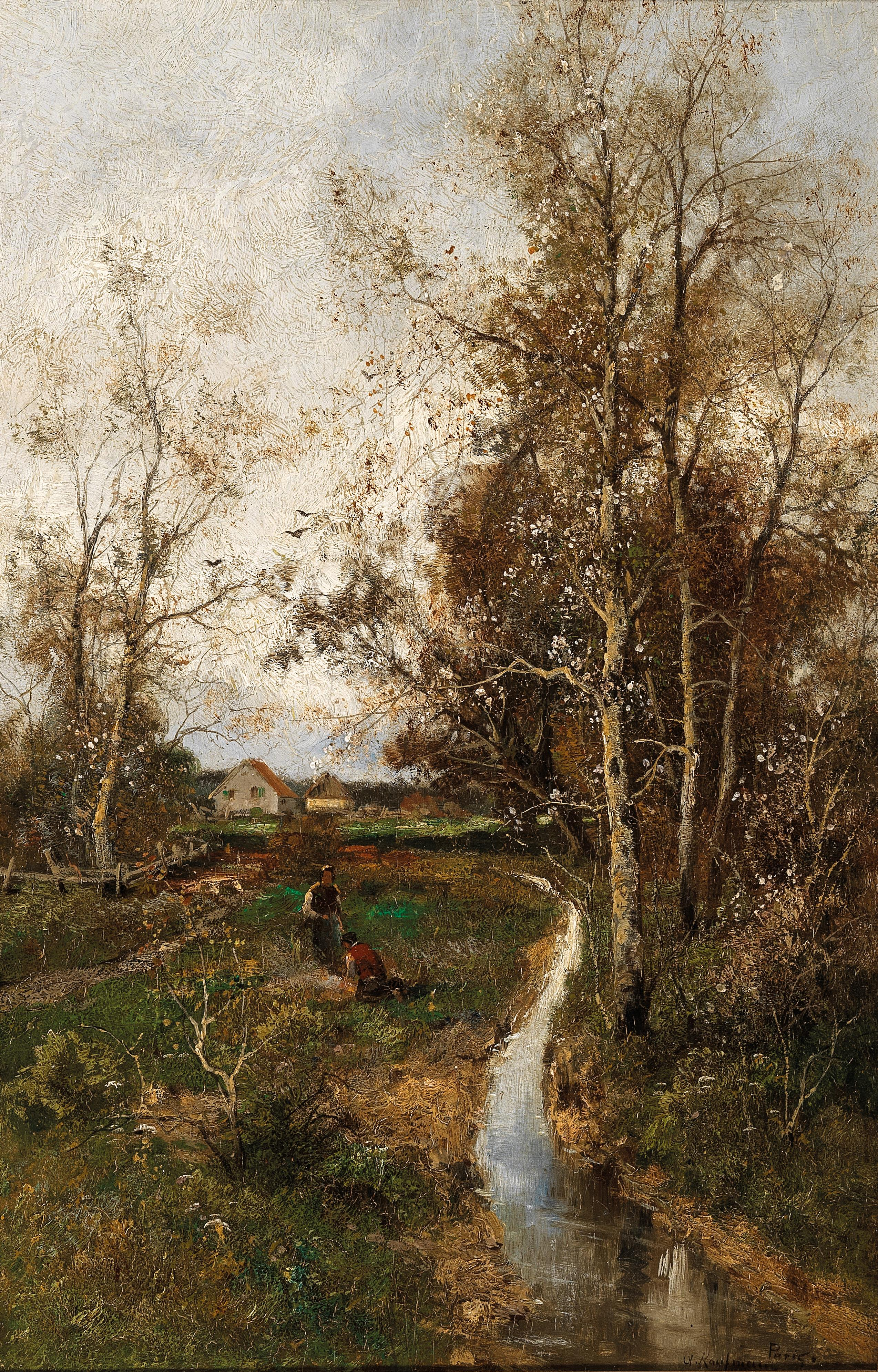
Frühlingslandschaft am Bach
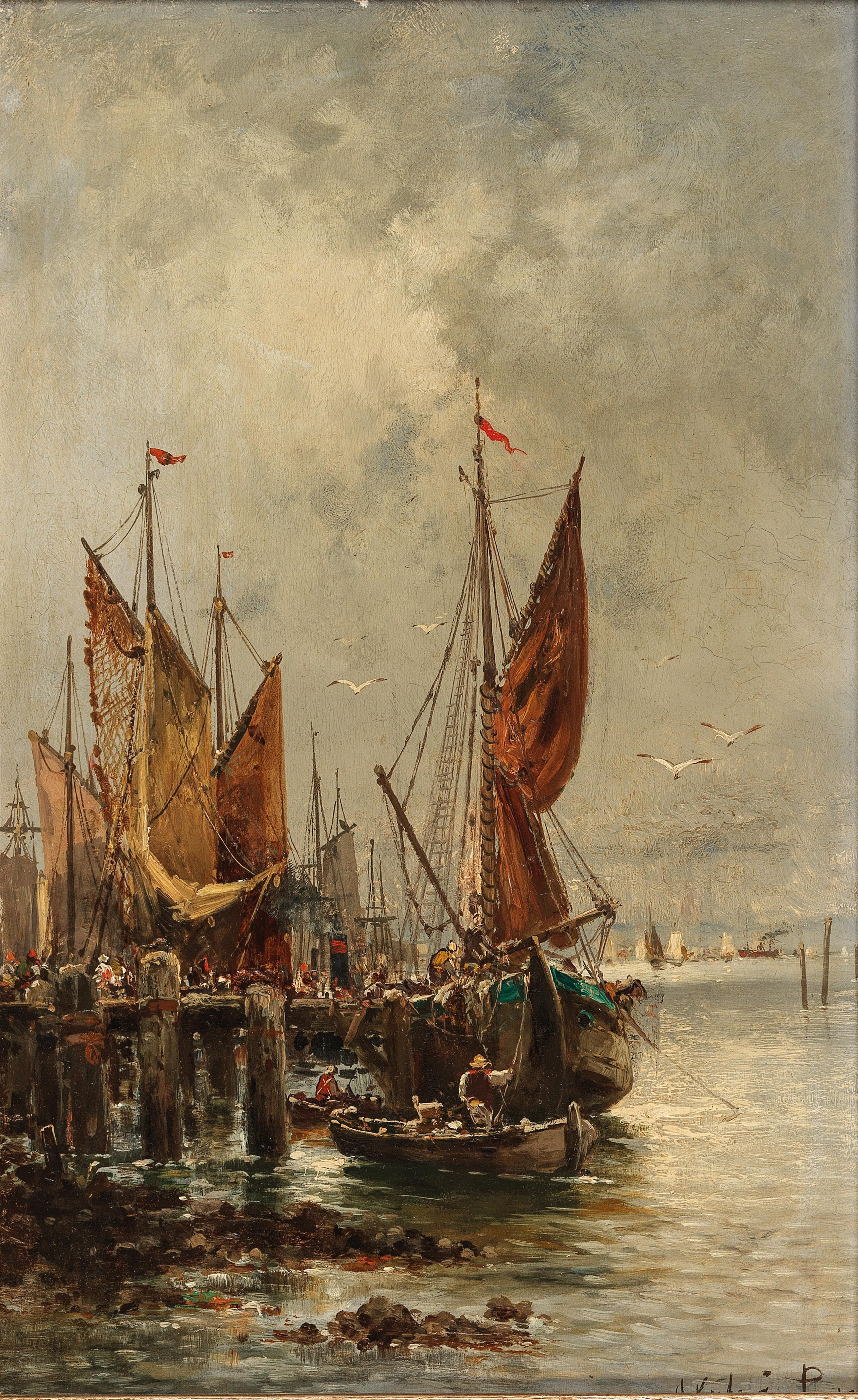
Hafen
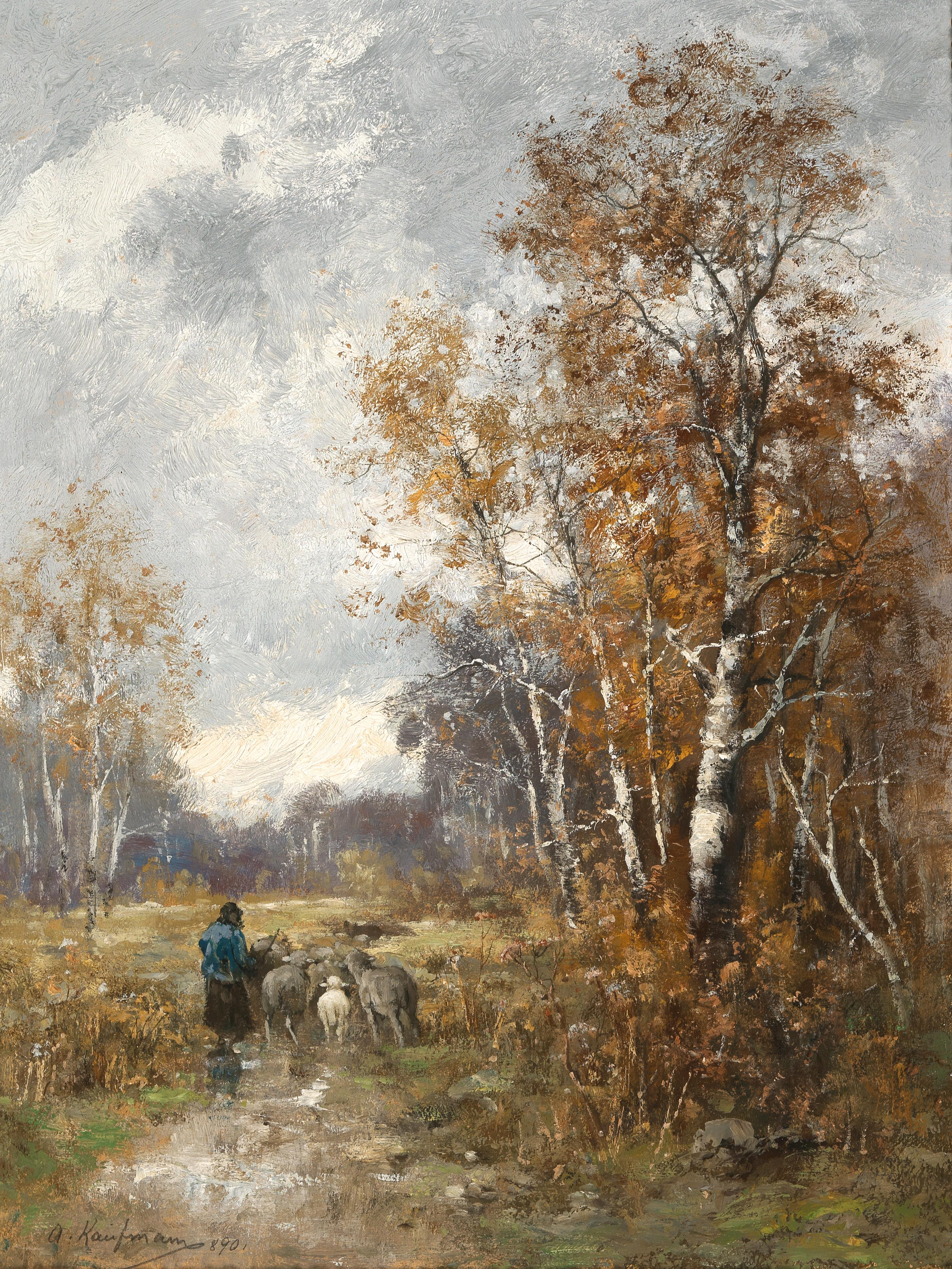
Herbstlandschaft mit Hirten
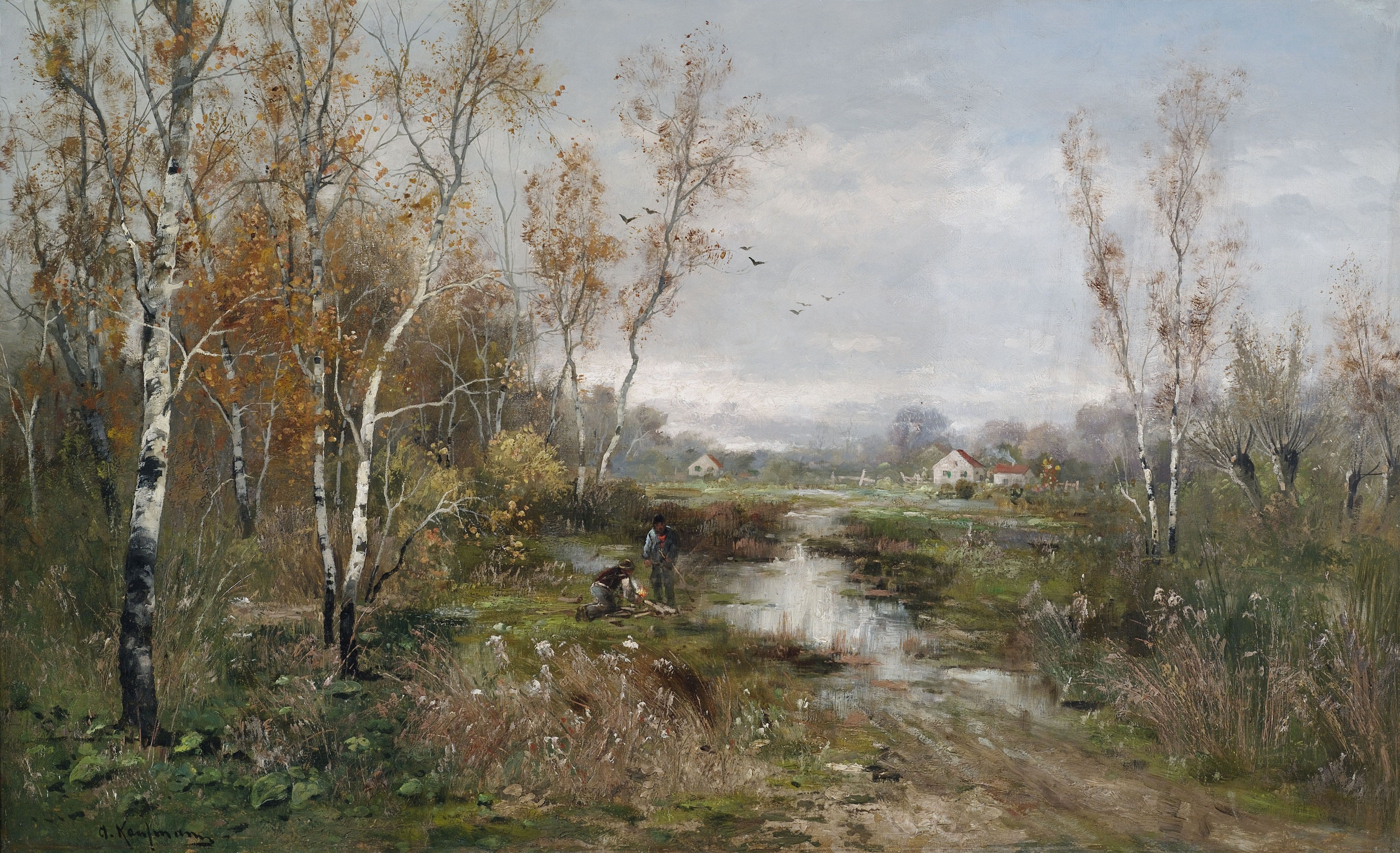
Herbstliche Moorlandschaft
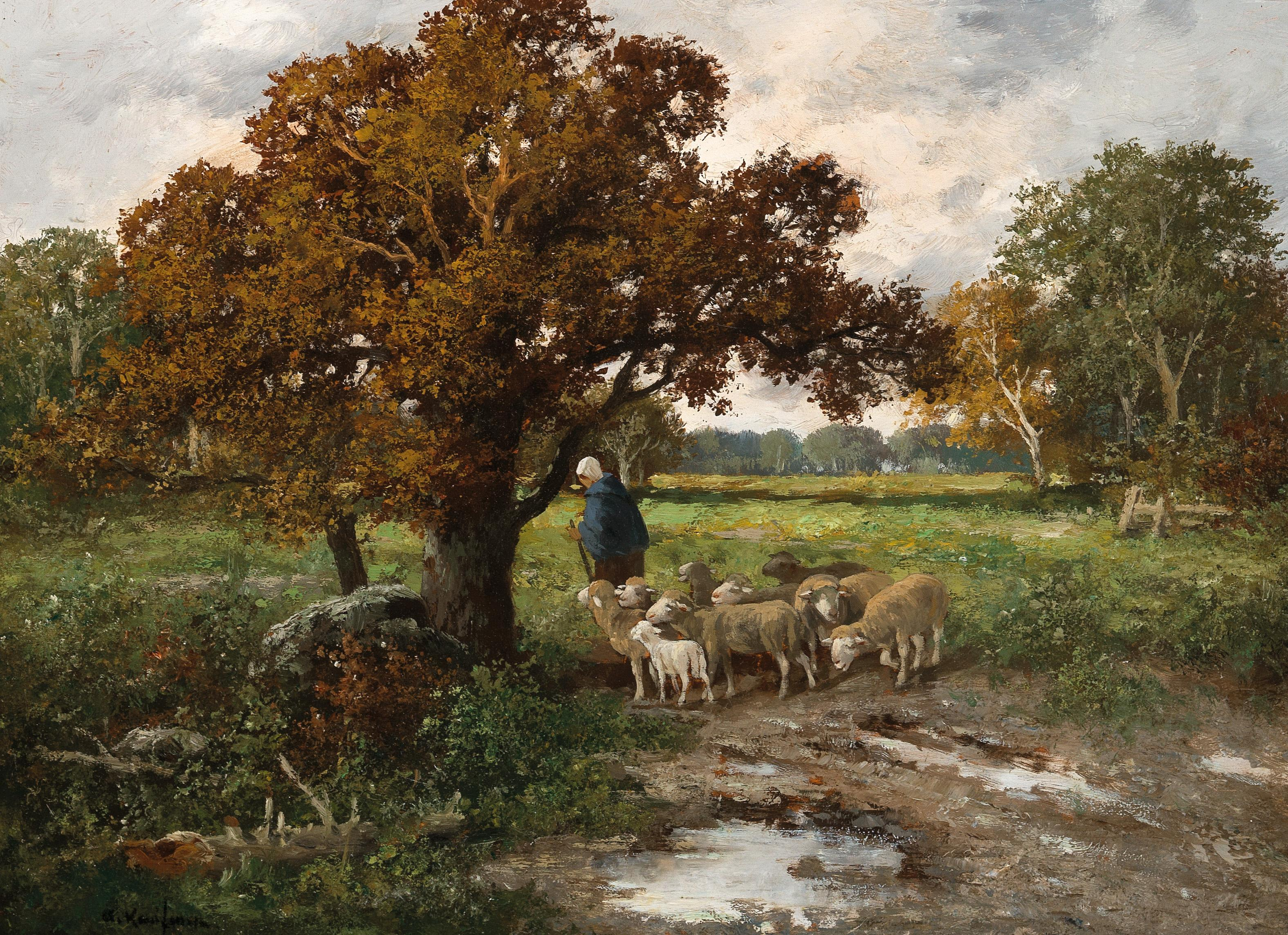
Hirtin mit Schafherde
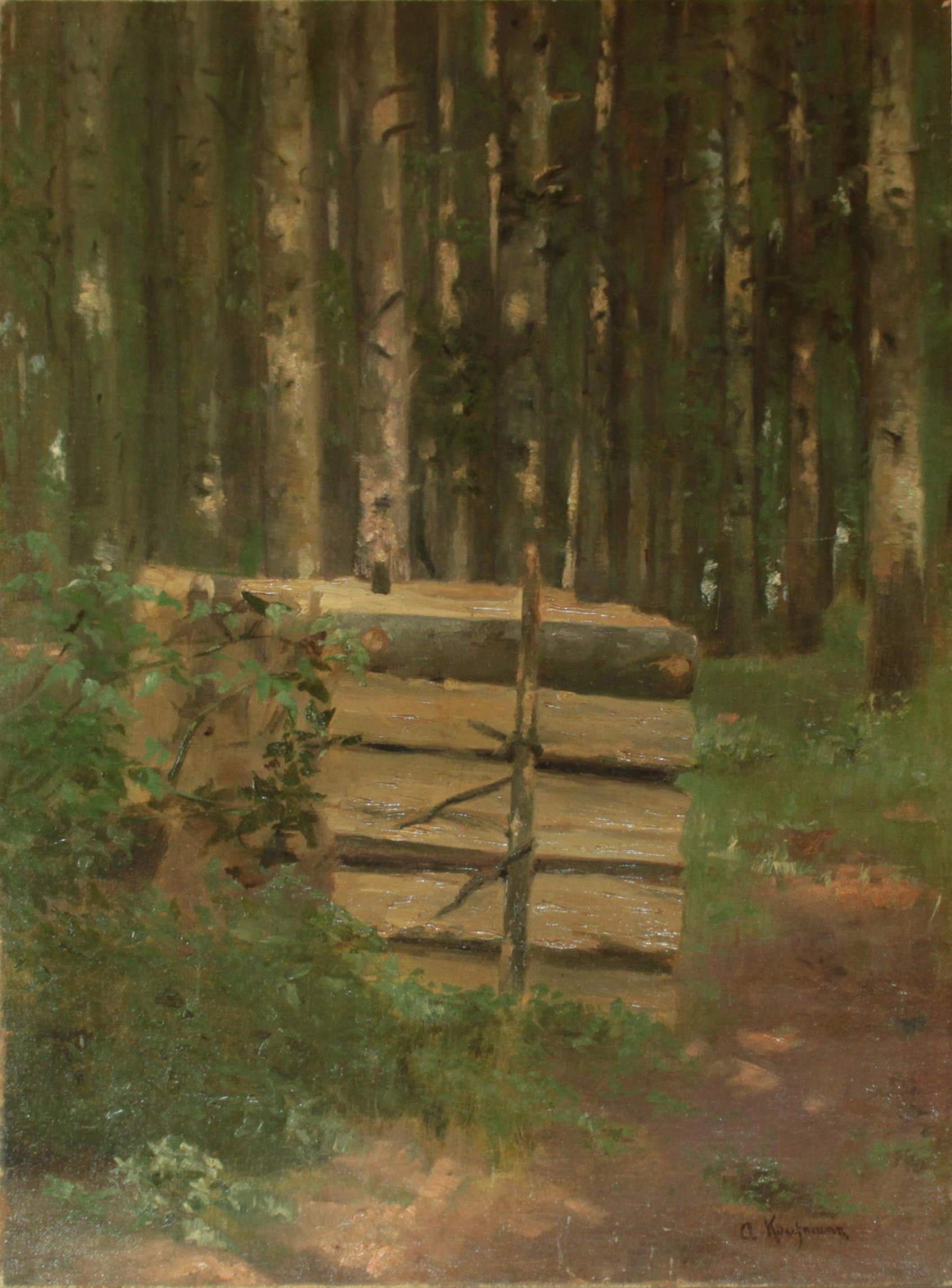
Holzstoss
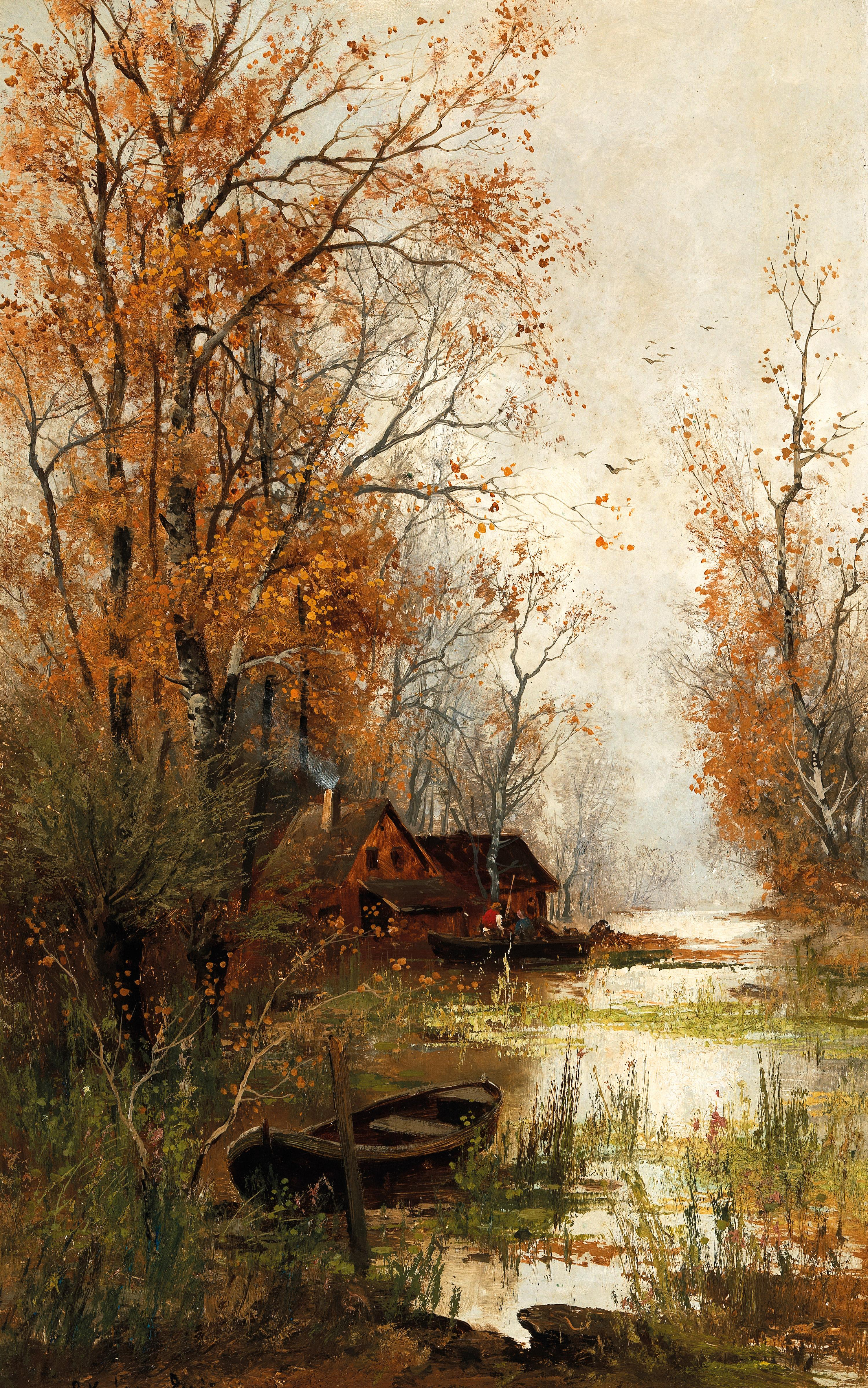
Im Wald von Fontainebleau
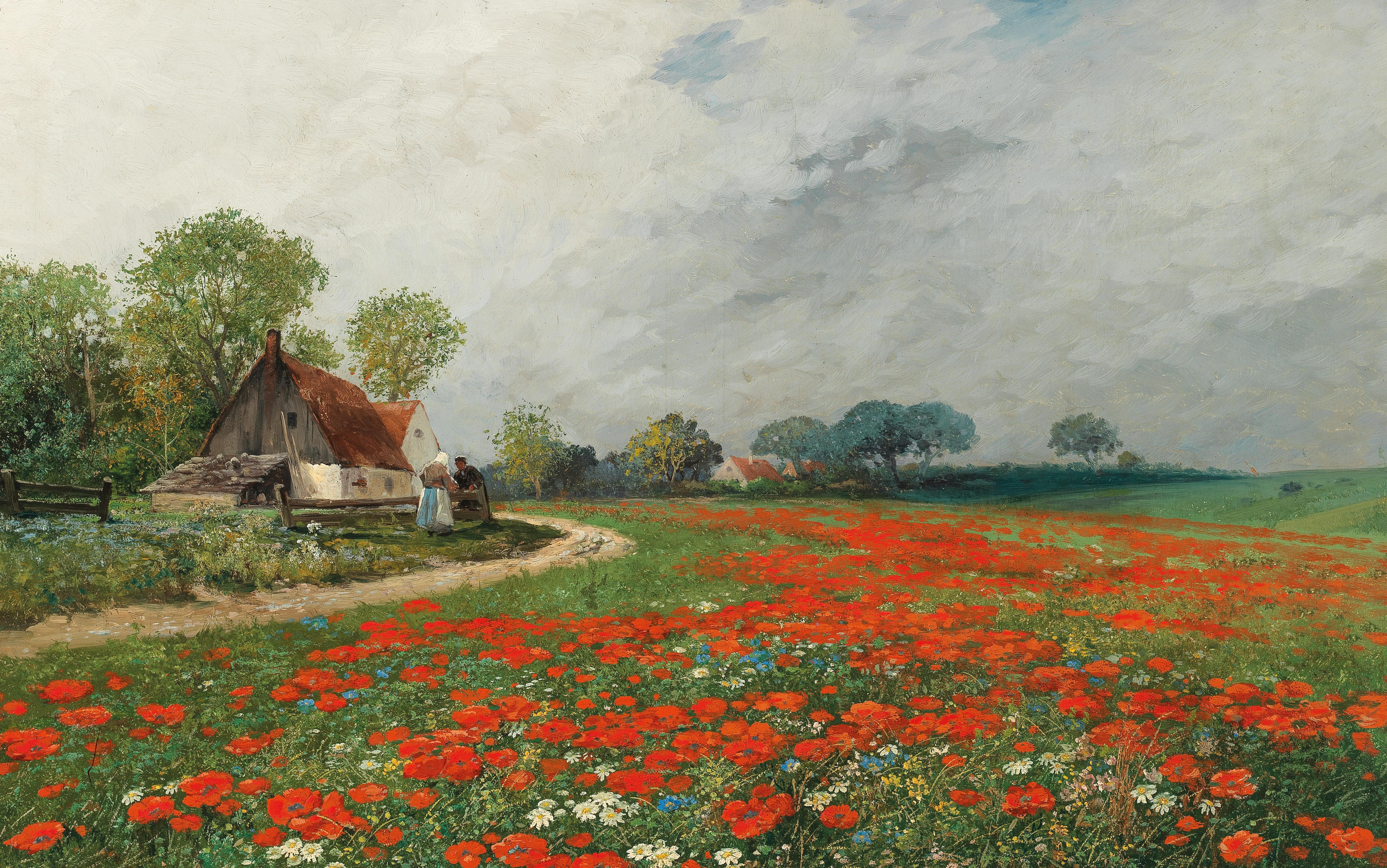
Mohnblumenfeld mit Margeriten
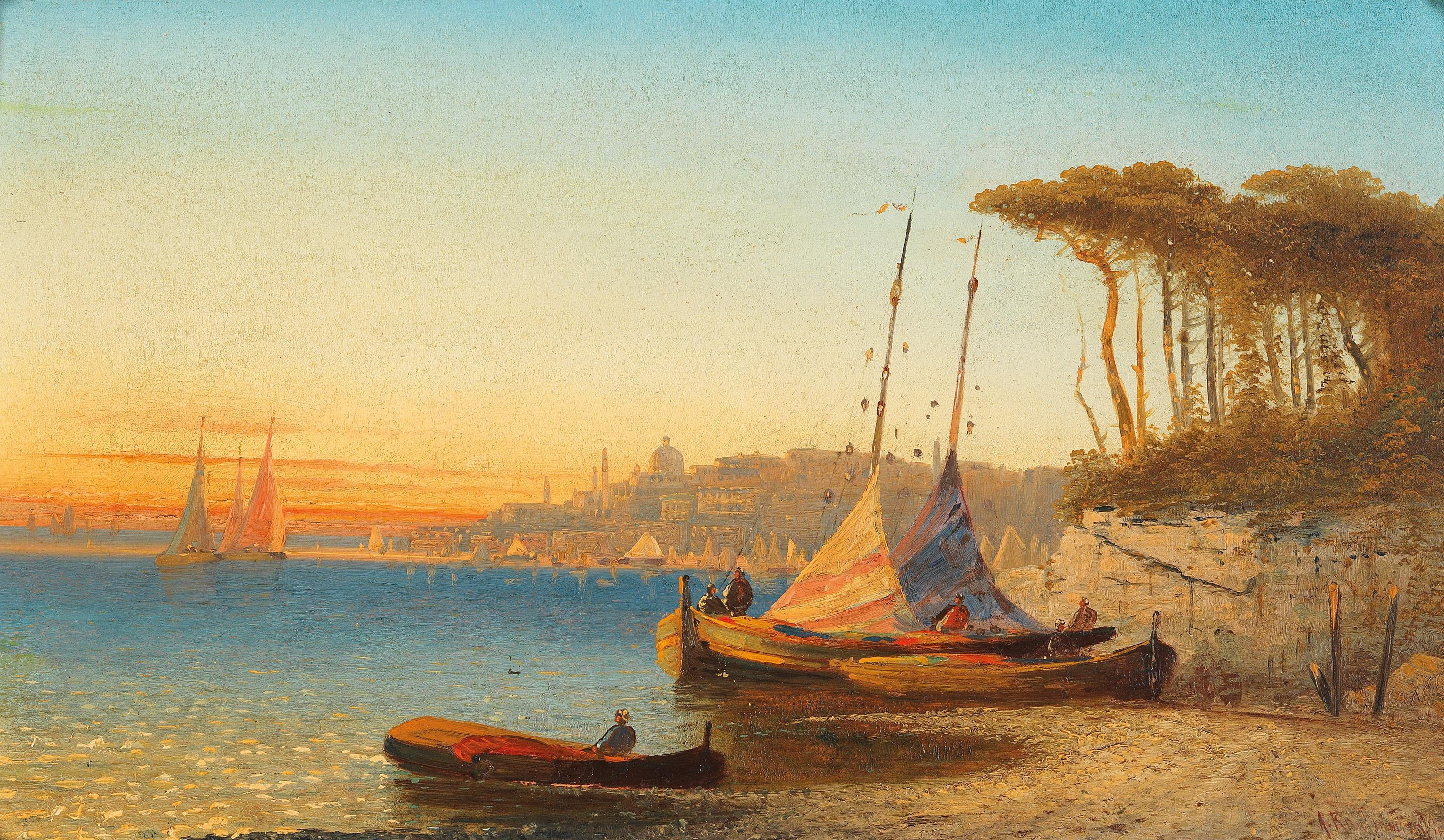
Motiv am Meerbusen von Ischia bei Neapel
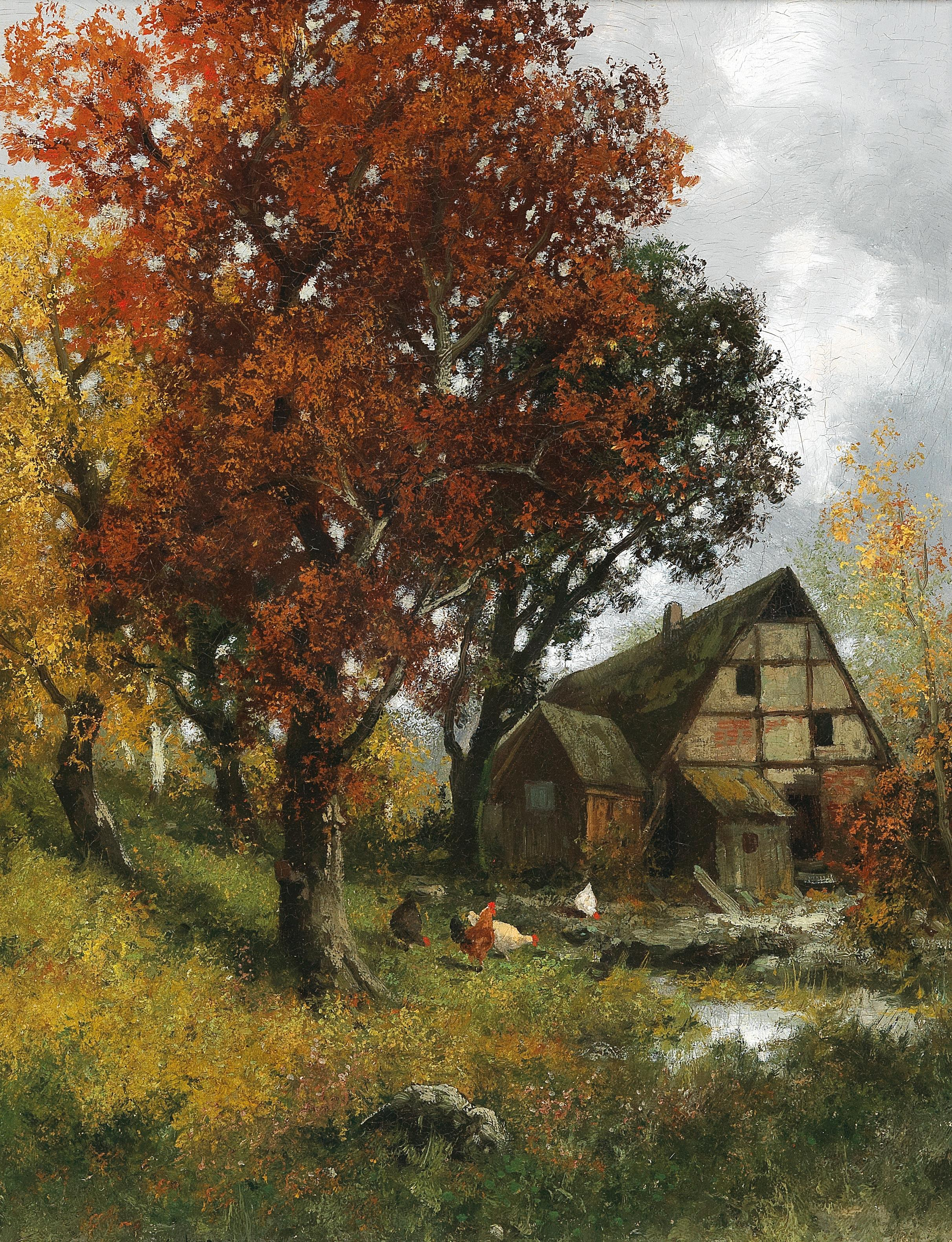
Mühle im Herbstwald
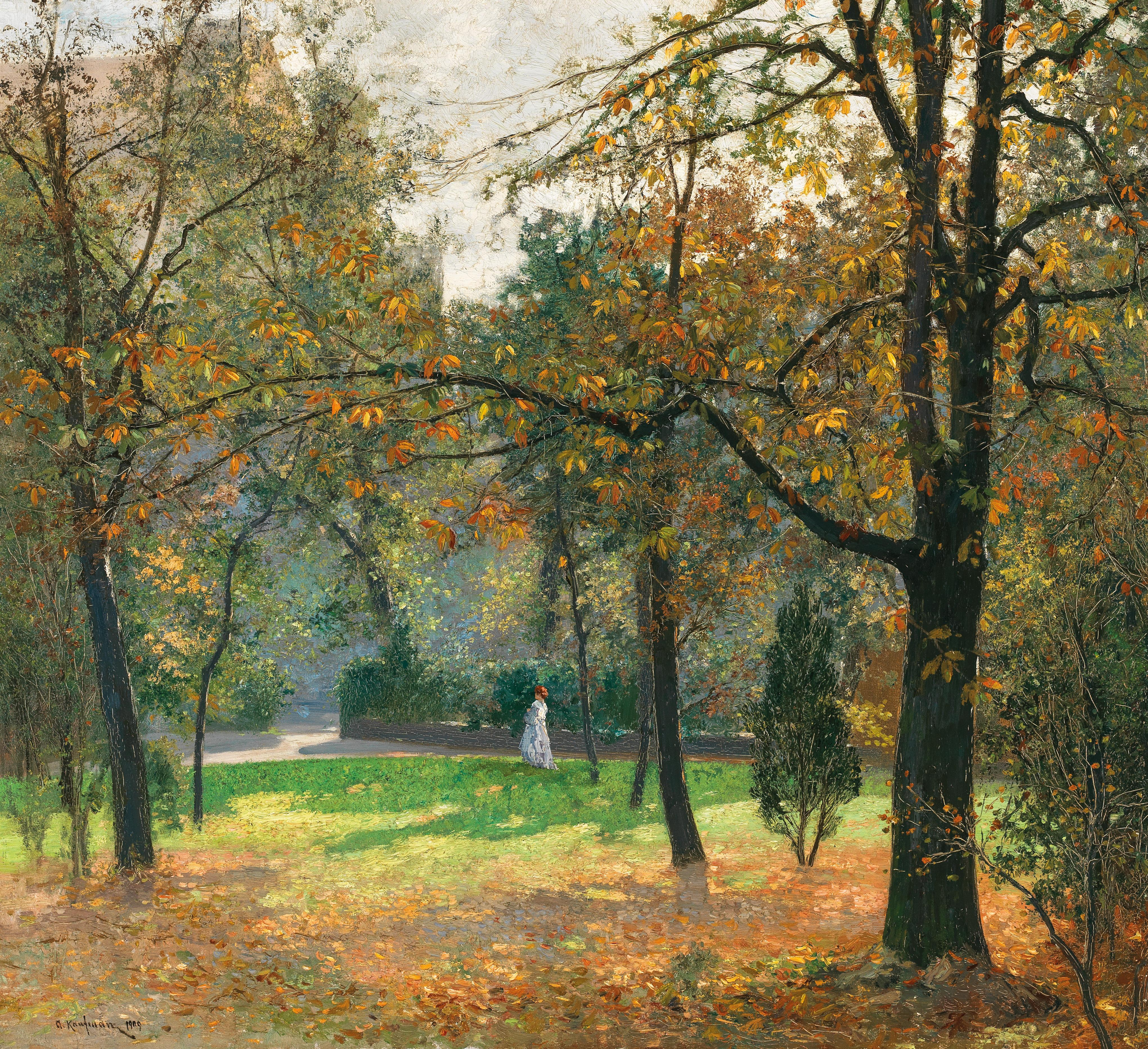
Partie aus dem Prater 1909
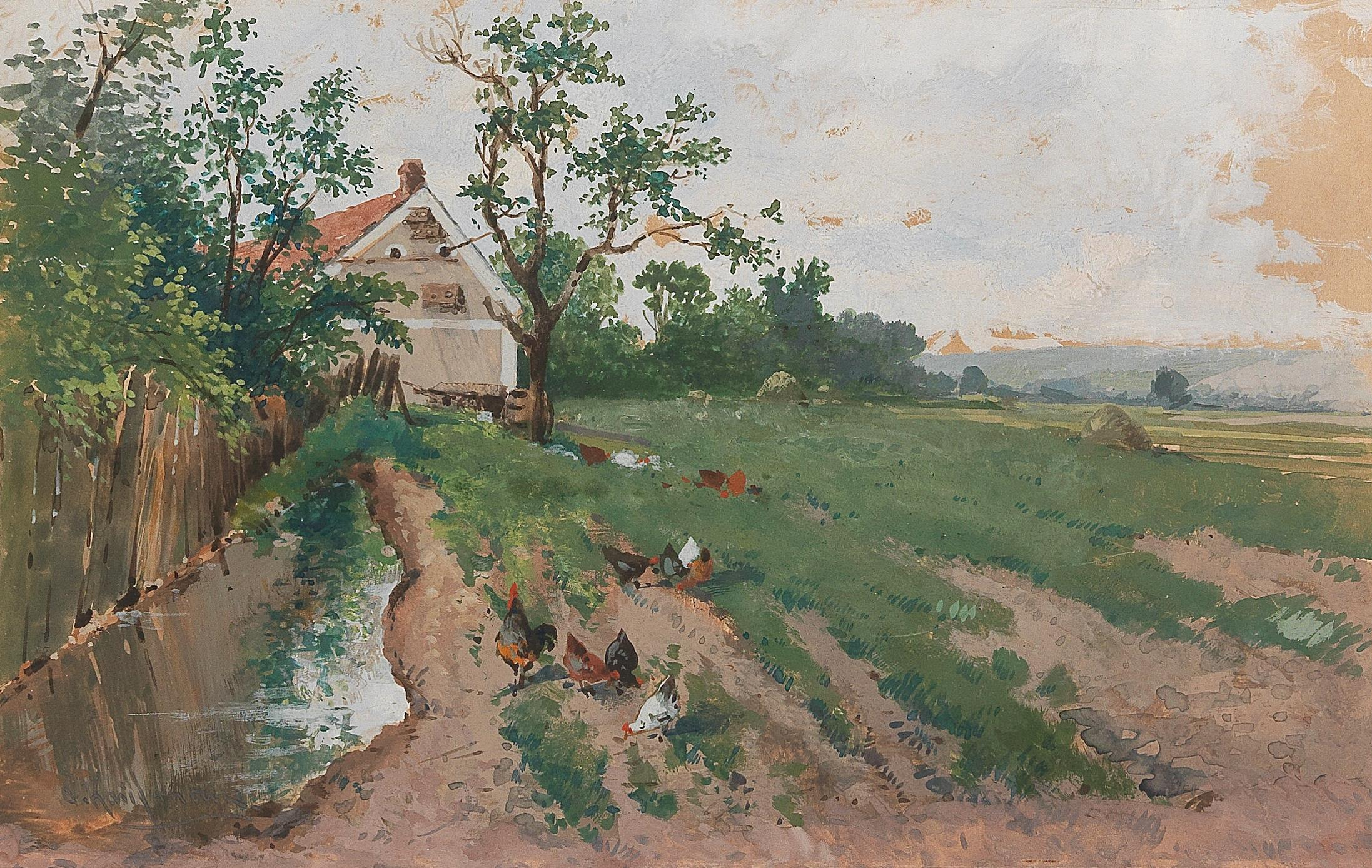
Scheune, nasser Acker und Hühner
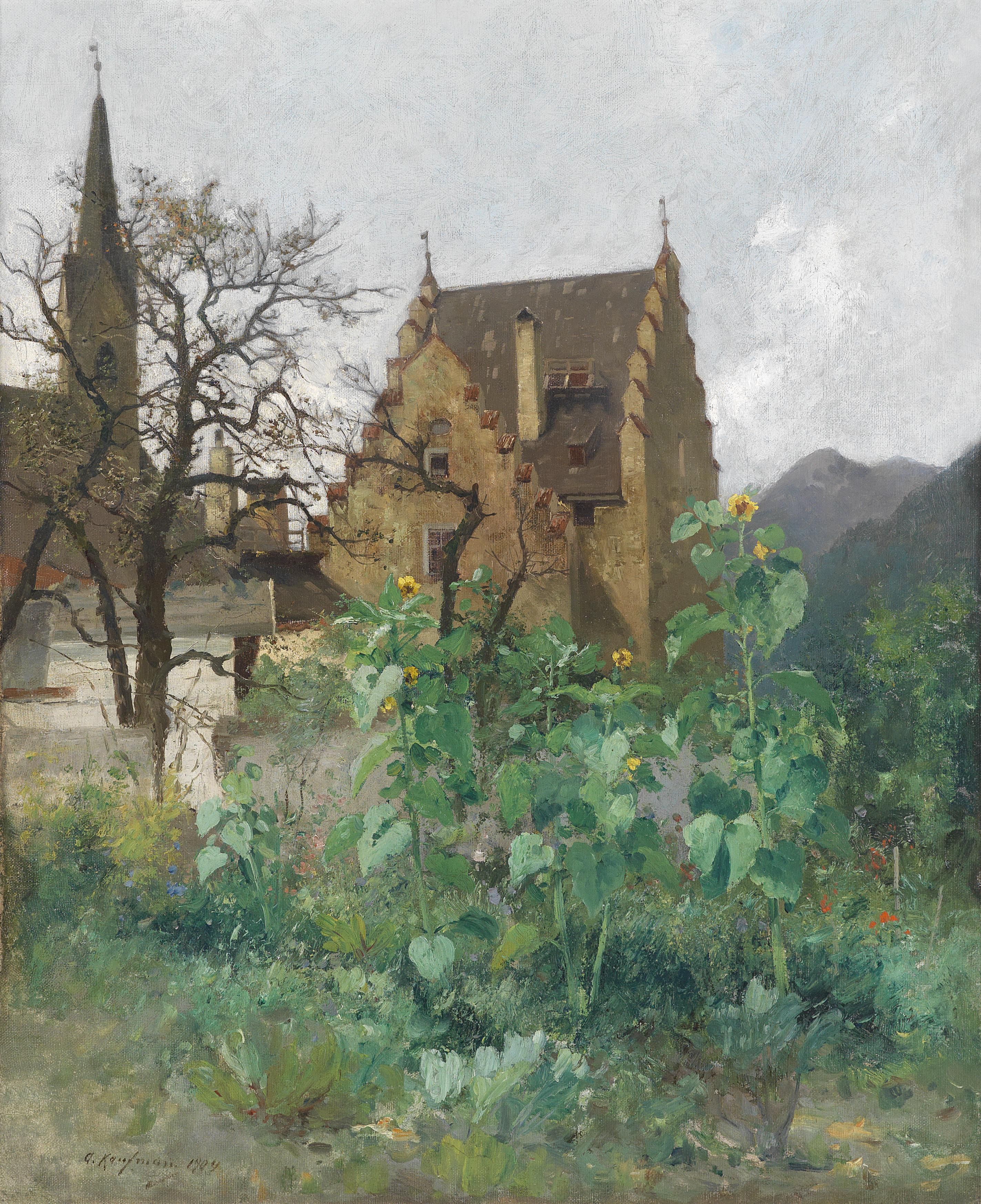
Sonnenblumen im Vorgarten 1904
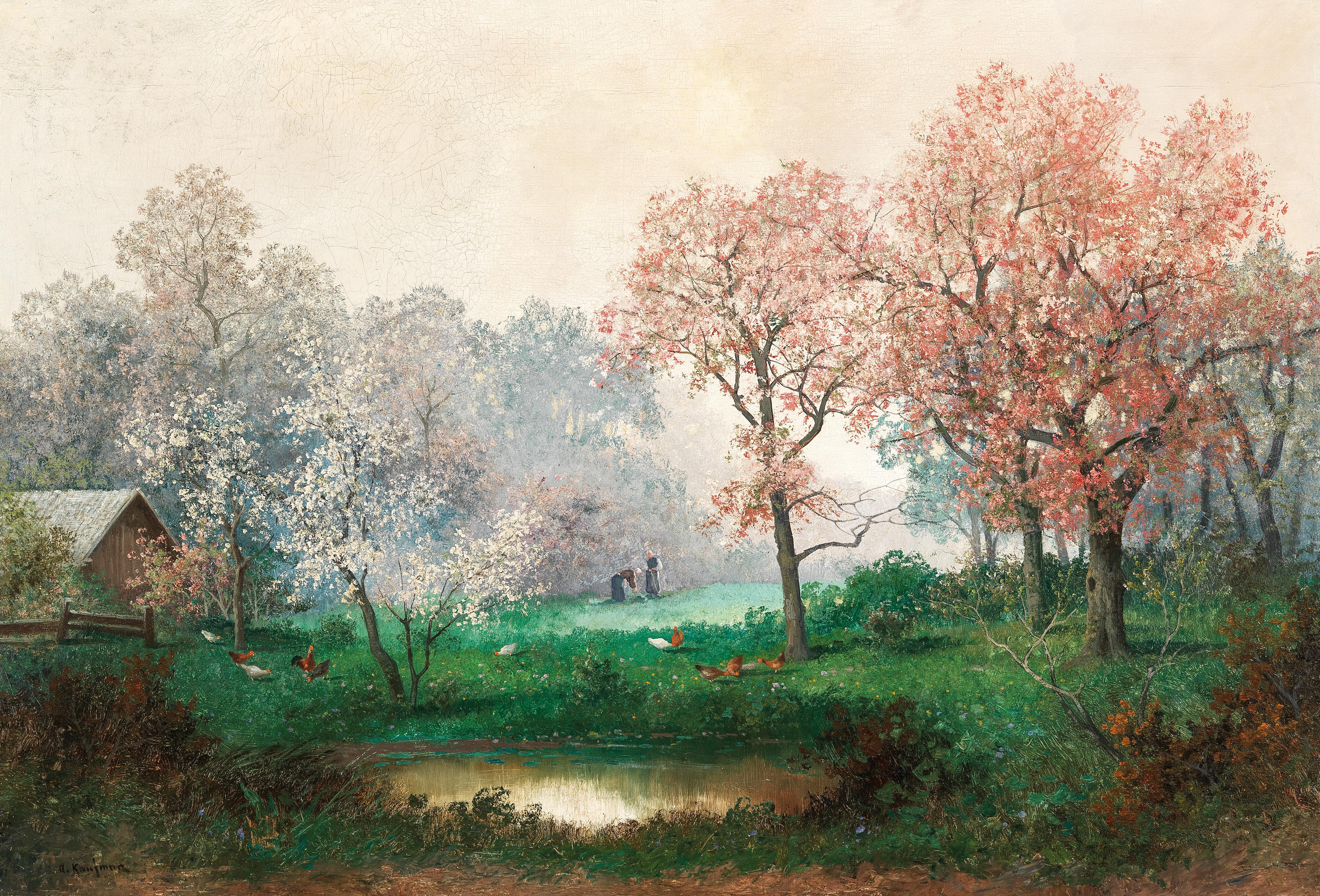
Unter blühenden Bäumen
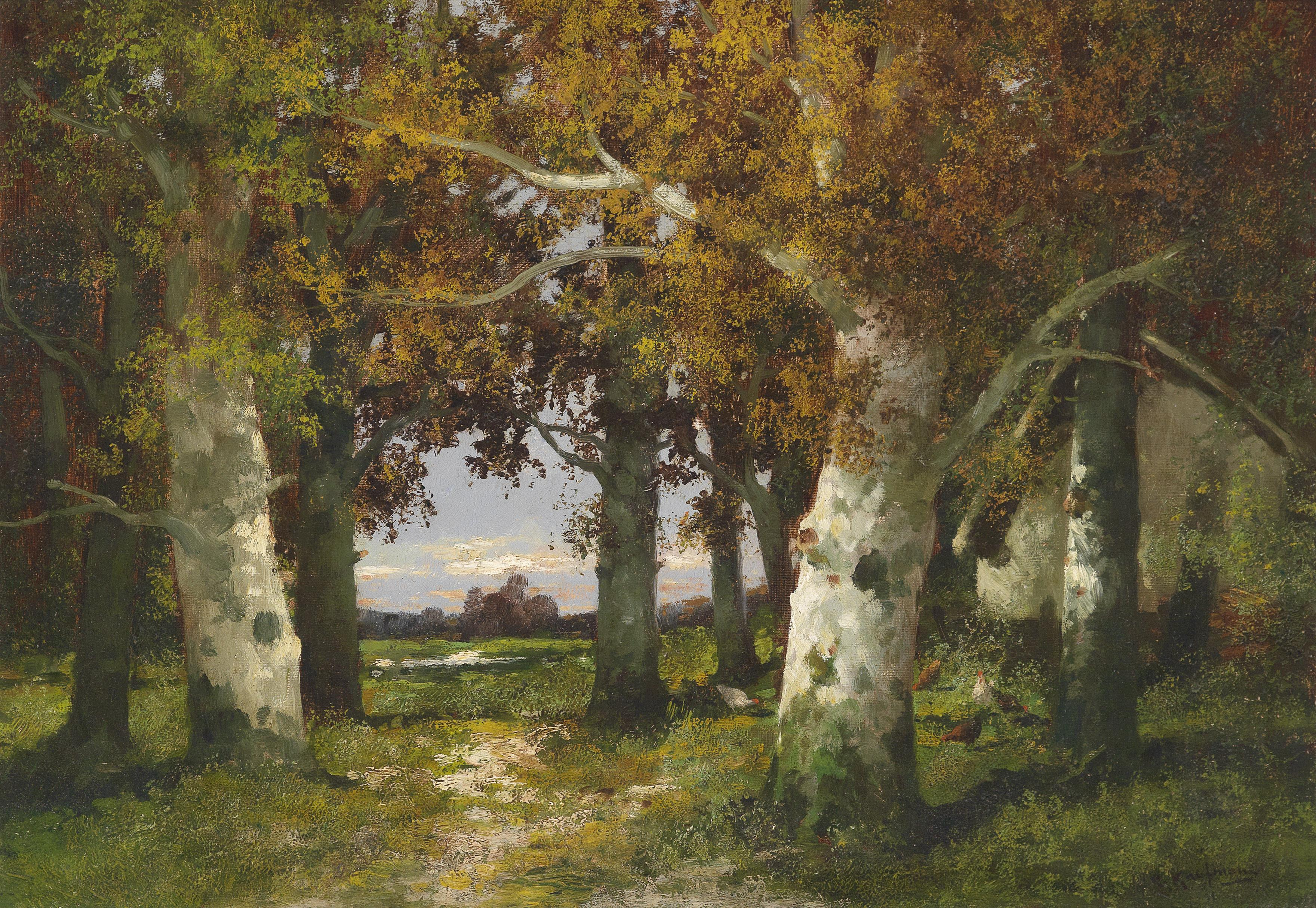
Waldlandschaft
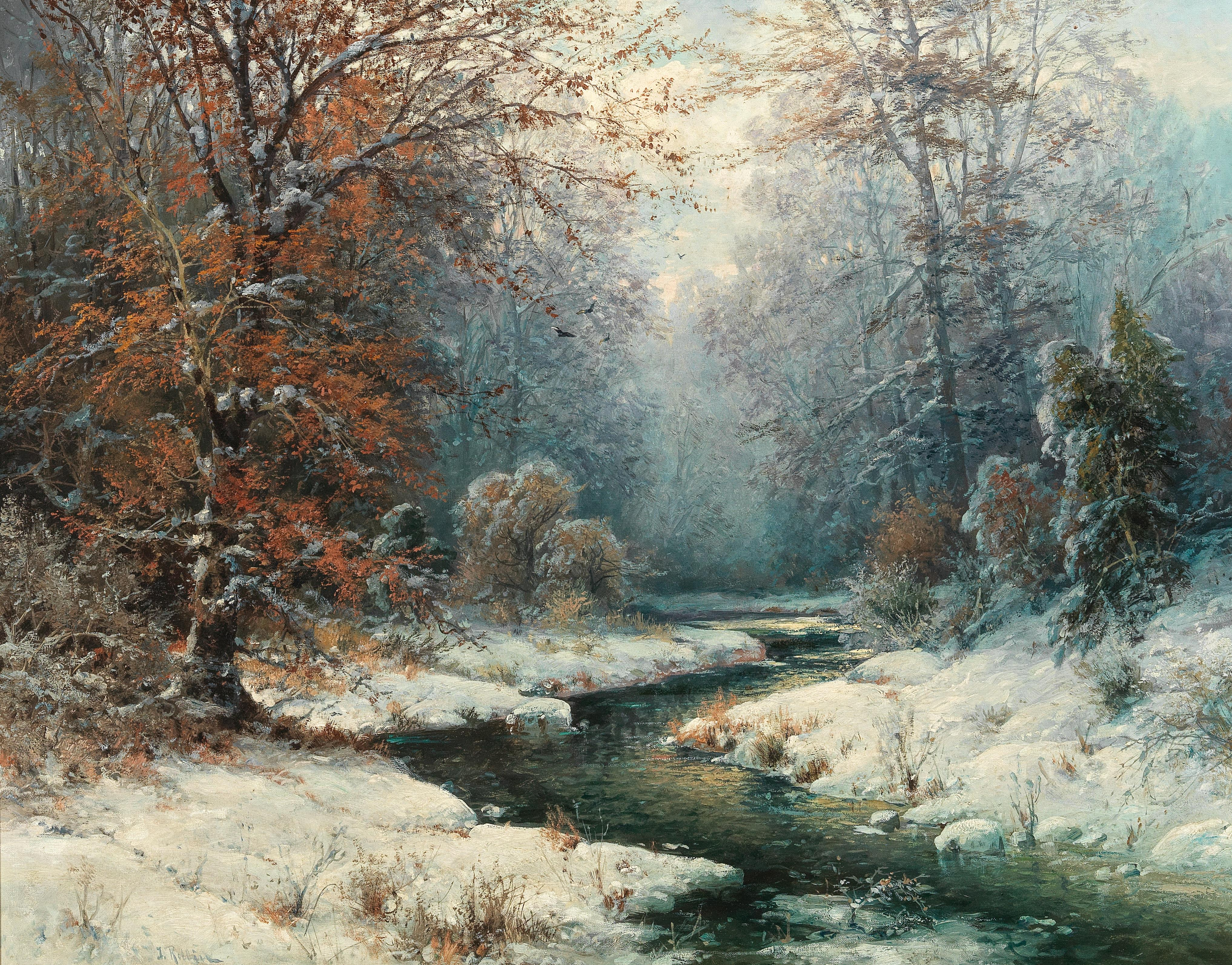
Winterliche Flusslandschaft